# Panzerkampfwagen IV
Der Panzerkampfwagen IV (kurz PzKpfw IV oder Panzer IV) war ein mittlerer deutscher Panzer des Zweiten Weltkrieges. Anfangs nur in sehr geringen Stückzahlen hergestellt, wurde der von Krupp entwickelte und von 1937 bis zum Kriegsende produzierte Panzer IV mit 8500 Exemplaren der meistgebaute deutsche Panzerkampfwagen. Der zunächst mit einer kurzen Kanone ausgestattete Panzer war ursprünglich als Unterstützungsfahrzeug gedacht, jedoch änderte sich sein Einsatzspektrum mit dem Einbau einer langen Kanone grundlegend. Obwohl er aufgrund der Rezeption in der Militärliteratur nicht den Bekanntheitsgrad eines Panther oder Tiger erreichte, war er in der zweiten Kriegshälfte der wichtigste deutsche Panzer. Der Panzerkampfwagen wurde in unterschiedlichen Ausführungen an nahezu allen Fronten eingesetzt. Darüber hinaus diente das Fahrgestell als Basis für zahlreiche weitere Waffenträger.

## Geschichte
Zur Endausstattung der zukünftigen Panzertruppe hatte schon im Jahre 1930 eine Arbeitsgruppe um den späteren Generaloberst Heinz Guderian zwei Grundtypen von Panzerkampfwagen vorgesehen, wobei das Heereswaffenamt die endgültige Ausstattung der Panzerdivisionen im Januar 1934 festlegte. Drei der vier Kompanien einer Panzerabteilung sollten einen Wagen mit panzerbrechender Kanone erhalten, den späteren Panzerkampfwagen III. Die vierte Kompanie sollte mit einem Unterstützungsfahrzeug ausgerüstet werden, das mit seiner großkalibrigen Waffe Ziele bekämpfen sollte, für welche die kleinere panzerbrechende Waffe des Panzers III ungeeignet war. Aus dieser Überlegung heraus entstand der Panzerkampfwagen IV.
Abgesehen von der Hauptwaffe glich das Anforderungsprofil dem des Panzers III; die Besatzung sollte aus fünf Mann bestehen, eine Funkanlage sollte die Kommunikation ermöglichen und das Gesamtgewicht sollte mit 24 Tonnen die standardmäßige Brückenlast berücksichtigen.

### Entwicklung

MAN-Prototyp mit Schachtellaufwerk

Wegen des noch als Reichsgesetz geltenden Versailler Vertrages erhielt das Fahrzeug aus Gründen der Geheimhaltung die Tarnbezeichnung „Mittlerer Traktor“. Dieser Deckname wurde kurz darauf in „Begleitwagen“ (BW) geändert, bis 1935 mit der Gründung der Wehrmacht sämtliche Tarnnamen entfielen. An den noch Ende 1934 beginnenden Entwicklungsarbeiten beteiligten sich Rheinmetall, MAN und Krupp. Neu war das Konzept eines Unterstützungspanzers mit nur einem Turm, denn zur damaligen Zeit bestand bei den Armeen der größeren Staaten die Ansicht, dass für solche Aufgaben Multiturmpanzer besser geeignet wären.
Der Rheinmetall-Prototyp hatte ein Gewicht von 18 Tonnen und erreichte mit einem 320-PS-Motor eine Höchstgeschwindigkeit von 30 km/h. Das Laufwerk bestand je Seite aus acht an langen Hebelarmen paarweise aufgehängten Laufrollen und glich dem des von derselben Firma hergestellten Neubaufahrzeugs. Im Gegensatz dazu besaß der Prototyp von MAN ein Schachtellaufwerk, das von Ernst Kniepkamp beeinflusst war, der als Abteilungsleiter im Heereswaffenamt später als Hauptverantwortlicher für die Einführung des Schachtellaufwerkes bei den deutschen Panzerkampfwagen galt. Der Krupp-Vorschlag sah auf Veranlassung des HWA ebenfalls ein solches Laufwerk mit Drehstabfederung vor. Obwohl dieses Laufwerk weniger beschussempfindlich war und bessere Laufeigenschaften besaß, beharrten die Krupp-Ingenieure auf ihrer Blattfederung und nahmen von der Drehstabfederung trotz Widerstand des HWA wieder Abstand. Nachdem 1935/36 alle Prototypen bei der Versuchsstelle für Kraftfahrt in Kummersdorf umfangreiche Tests durchlaufen hatten, wurde Krupp als endgültige Produktionsfirma bestimmt. Der Panzer IV war der letzte noch in Friedenszeiten entwickelte deutsche Panzerkampfwagen.

### Serienproduktion
Im Oktober 1937 lief die Produktion des Panzers der Ausführung „A“ im Krupp-Grusonwerk in Magdeburg-Buckau an. Im Gegensatz zur Produktion der vorangegangenen Panzerkampfwagen I bis III, bei der mehrere Hersteller herangezogen worden waren, war das Magdeburger Werk bis Herbst 1941 die einzige Produktionsstätte für den Panzer IV. Aufgrund der Funktion als Unterstützungsfahrzeug war seine Beschaffung in deutlich geringerer Anzahl als die des Panzers III vorgesehen, was sich in den anfangs niedrigen Stückzahlen bemerkbar machte.
| Produktion des Panzerkampfwagens IV              |         |         |         |         |         |         |            |         |         |       |
| Jahres-Produktionszahlen ab 1939                 |         |         |         |         |         |         |            |         |         |       |
| Baujahr                                          | 1937    | 1938    | 1939    | 1940    | 1941    | 1942    | 1943       | 1944    | 1945    | Summe |
| Stückzahl                                        | 13      | 102     | 147     | 290     | 480     | 994     | 2983       | 3125    | 375     | 8509  |
| Produktionszahlen der verschiedenen Ausführungen |         |         |         |         |         |         |            |         |         |       |
| Ausführung                                       | Ausf. A | Ausf. B | Ausf. C | Ausf. D | Ausf. E | Ausf. F | Ausf. F2/G | Ausf. H | Ausf. J |       |
| Baujahr                                          | 1937    | 1938    | 1938/39 | 1939/40 | 1940/41 | 1941/42 | 1942/43    | 1943/44 | 1944/45 |       |
| Stückzahl                                        | 35      | 42      | 140     | 248     | 206     | 471     | 1927       | ~2324   | 3160    | 8553  |

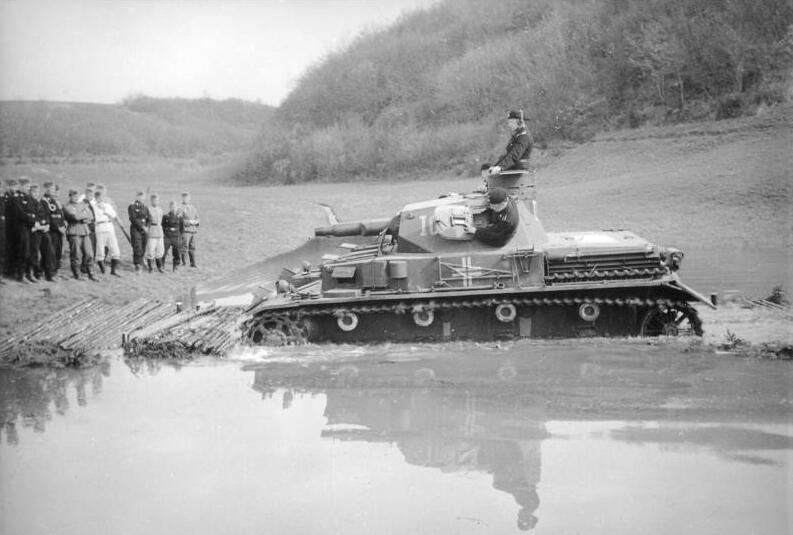
Panzer IV Ausf. A bei einer Vorführung im Gelände, 1938

Nachdem schon im Jahr 1938 die Ausstattung der bis dahin bestehenden Panzerregimenter mit dem Panzer IV weitgehend abgeschlossen war, verblieb die Produktion auch nach dem Kriegsbeginn auf niedrigem Niveau. Infolge der geringen Leistungsfähigkeit der Industrie sowie der Einlagerung in Depots durch das OKH gelangten anfänglich nur wenige Fahrzeuge an die kämpfende Truppe. Die Produktion des Panzers IV besaß noch keine besondere Prioritätsstufe, was sich auch auf das Unternehmen Krupp als Hersteller auswirkte. So arbeiteten im Magdeburger Werk Anfang 1940 etwa 1200 Arbeiter, wobei die Fertigung des Panzers IV lediglich 35 % der Auftragskapazität einnahm. Erst nachdem die Leistungsreserven des bis dahin wichtiger erachteten Panzers III vollkommen erschöpft waren, lief ab 1942 die Großserienproduktion des Panzers IV an. Als weitere Produktionsstätten kamen ab Herbst 1941 die VOMAG im sächsischen Plauen und ab Ende 1941 das später größte Panzermontagewerk des Deutschen Reiches, das Nibelungenwerk im niederösterreichischen Sankt Valentin, hinzu. Als bedeutende Zulieferbetriebe von Panzerstahlplatten, Wannen und Türmen fungierten das Stammwerk von Krupp in Essen mit dem Panzerbau III, die Eisen- und Hüttenwerke in Bochum, die Eisenwerke Oberdonau in Linz, der Dortmund-Hörder Hüttenverein in Dortmund und Böhler & Co. in Kapfenberg. Die Maybach-Motoren kamen hauptsächlich aus dem Maybach-Stammwerk und dem Tochterunternehmen Nordbau sowie als Lizenzbau von Orenstein & Koppel in Nordhausen und von MAN; die Getriebe kamen von ZF in Friedrichshafen.

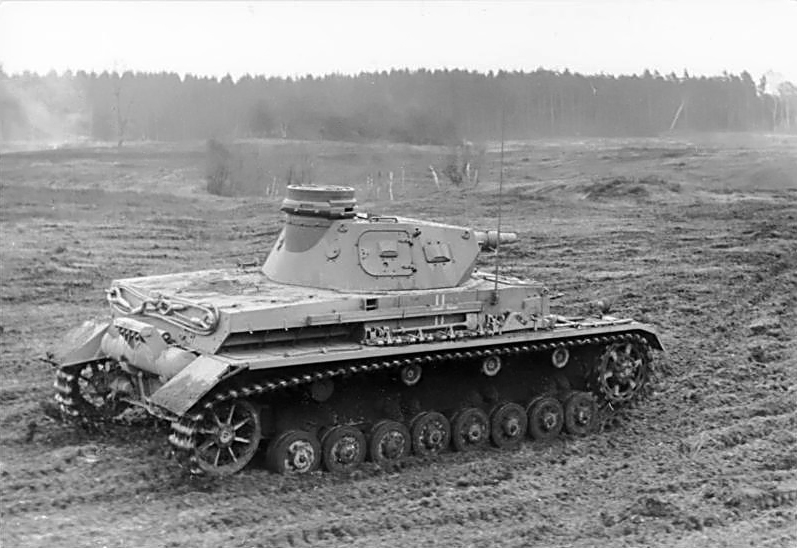
Die frühen Ausführungen des Panzers IV (hier Ausf. D) waren in ihrer Gestaltung dem Panzerkampfwagen III sehr ähnlich

Im Falle eines nur selten erreichten betriebswirtschaftlichen Idealzustandes dauerte die Endmontage eines Panzers IV rund 2000 Arbeitsstunden. Die gesamte Fertigungszeit einschließlich aller Teile der Unterlieferanten wurde auf rund 15.000 Stunden geschätzt. Der Preis eines Panzerkampfwagens IV betrug ohne Hauptwaffe knapp über 100.000 Reichsmark. Der Rohstoffbedarf belief sich – ohne Waffen, Optik und Funk – auf folgende Mengen:
- Eisen: 39.000 kg
- Kautschuk: 116 kg
- Aluminium: 238 kg
- Blei: 63 kg
- Kupfer: 195 kg
- Zink: 66 kg
- Zinn: 1,2 kg

Wie alle deutschen Panzer wurde der Panzer IV vor allem zu Beginn der Produktion in qualitativ hochwertiger Arbeit fabriziert, was naturgemäß einer rationellen Massenfertigung entgegenstand. So war der Anteil der spanenden Bearbeitung bei den Panzerplatten sehr hoch. Erst 1943 konnte bei Krupp die personalintensive Bearbeitung mit der Einführung des autogenen Brennschneidens enorm verringert werden. Schon im Jahr zuvor konnte die oft über 100 Stunden dauernde Oberflächenhärtung des Panzerstahls mittels Zementation durch die weit effektivere Behandlung mit einer Gas-Sauerstoff-Flammhärtung ersetzt werden. Erfolgreiche Versuche mit einer neuartigen Induktionshärtung konnten auf die Panzerblechbearbeitung während des Krieges nicht mehr übertragen werden. Obwohl im Verlauf der Produktion aufgrund von Materialmangel der Anteil von Mangan, Chrom und Molybdän im Panzerstahl und damit auch dessen Qualität sank, konnte durch die spezielle Oberflächenbehandlung eine gute Beschussfestigkeit erreicht werden. Eine Brinell-Härteprüfung von britischer Seite ergab bei der Frontpanzerung einer „Ausführung G“ den hohen Wert von bis zu 520 Brinell, was den höchsten Härtegrad aller deutschen Panzer darstellte.
Anfang 1943 schlug der Generalstab des Heeres vor, die Herstellung aller Panzerkampfwagen mit Ausnahme des Tigers und des Panthers einzustellen. Generaloberst Guderian konnte jedoch den Weiterbau des Panzers IV durchsetzen. Wenn zu diesem Zeitpunkt die Produktion des Panzers eingestellt worden wäre, hätte das hart bedrängte Heer bis zur Serienreife des Panthers lediglich 25 Tiger-Panzer pro Monat als Nachschub erhalten. Einen weiteren Einblick in die teils keiner klaren Leitlinie folgende Panzerproduktion gab der im Jahre 1943 angeordnete Programmwechsel in der Panzer-IV-Fertigung im Grusonwerk. So erhielt Krupp im April den Befehl, die Herstellung des Panzers IV aufzugeben und auf die Panther-Produktion umzustellen. Im August erging die Anordnung, die Herstellung des Panthers sofort zu stoppen und wieder auf die Fertigung des Panzers IV umzustellen. Aufgrund dieser Programmänderungen entstand ein Gesamtausfall von 300.000 Arbeitsstunden, was der Herstellung von 150 Panzern IV entsprach. Ende des Jahres erfolgte dann die endgültige Einstellung der Panzer-IV-Produktion und die Umstellung auf die Fertigung des Sturmgeschützes IV. Bis dahin hatte das Grusonwerk 2362 Panzer IV hergestellt; VOMAG bis zur Umstellung der Produktion auf Jagdpanzer IV im Frühsommer 1944 insgesamt 1373 Stück. Mit 4820 Exemplaren stellte das bis zum Kriegsende produzierende Nibelungenwerk die meisten Fahrzeuge her.

### Ausführungen

#### Ausführung A mit 7,5-cm-KwK 37 L/24

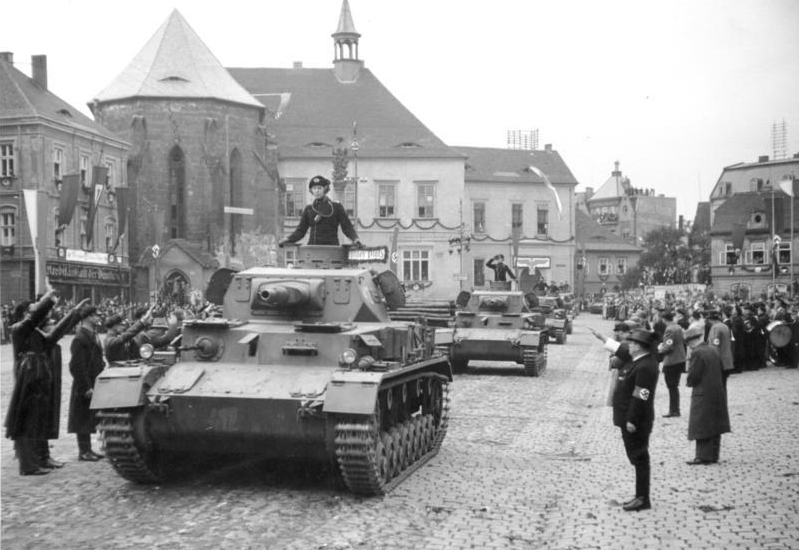
Ausf. A mit noch innenliegender Walzenblende und erkennbar vorgezogenem Fahrererker

Die erste Serie des Panzerkampfwagens IV wurde unter der Typbezeichnung 1./BW im Oktober 1937 aufgelegt. Bis zum März des darauffolgenden Jahres wurden von der „Ausführung A“ 35 Stück produziert. Auffällig war der stufenförmig vorspringende Fahrererker und eine in die Turmrückwand eingelassene tonnenförmige Kommandantenkuppel. Das Fahrwerk bestand aus acht Doppellaufrollen, die paarweise an Viertelblattfedern aufgehängt waren. Diese Laufwerksanordnung wurde – im Gegensatz zu den Laufwerken der vorangegangenen Panzerkampfwagen – bis zum Produktionsende nicht mehr geändert. Das Laufwerk wurde durch vier Stützrollen, das vorne liegende Antriebsrad und das hinten liegende Leitrad komplettiert. Die Bewaffnung bestand aus einer kurzen Turmkanone 7,5-cm-KwK 37 mit Kaliberlänge L/24 (Rohrlänge = 1.800 mm) und zwei MG 34. Bei einer Wannenpanzerung von 15 mm und einer Turmpanzerung von 20 mm hatte das Fahrzeug ein Gefechtsgewicht von 17,3 Tonnen und war mit dem – auch im Panzer III verwendeten – Maybach-12-Zylinder-Ottomotor HL 108 mit 250 PS und einem Fünfgang-Getriebe motorisiert. Die Fahrzeuge kamen nicht zum Kampfeinsatz, sondern wurden hauptsächlich zu Ausbildungszwecken genutzt.

#### Ausführung B
Bei den 1938 gebauten 42 Wagen der „Ausführung B“ (2./BW) war die Fahrerfront gerade ausgebildet. Durch die Verstärkung der Wannenfrontpanzerung auf 30 mm stieg das Gewicht auf 17,7 Tonnen. Als Antriebsaggregat kam der verstärkte Maybach-Motor HL 120 TR mit 300 PS mit einem neuen Sechsgang-Getriebe zum Einsatz. Das vom Funker bediente Bug-MG entfiel, stattdessen stand ihm lediglich eine Klappe für seine Maschinenpistole zur Verfügung. Die veränderte Visieröffnung für den Fahrer konnte jetzt mit zwei übereinandergreifenden Schiebern geschützt werden. Statt 122 Schuss bei der Ausführung A konnten ab diesem Modell nur noch 80 Schuss Munition für die Hauptwaffe mitgeführt werden.

#### Ausführung C
Die im selben Jahr erscheinenden 140 Fahrzeuge der „Ausführung C“ (3./BW) unterschieden sich kaum von dem Vorgängermodell. Das Gesamtgewicht erhöhte sich leicht durch eine stärkere Frontpanzerung des Turmes. Zusätzlich wurde das Koaxial-MG jetzt mit einem Panzermantel geschützt.

#### Ausführung D

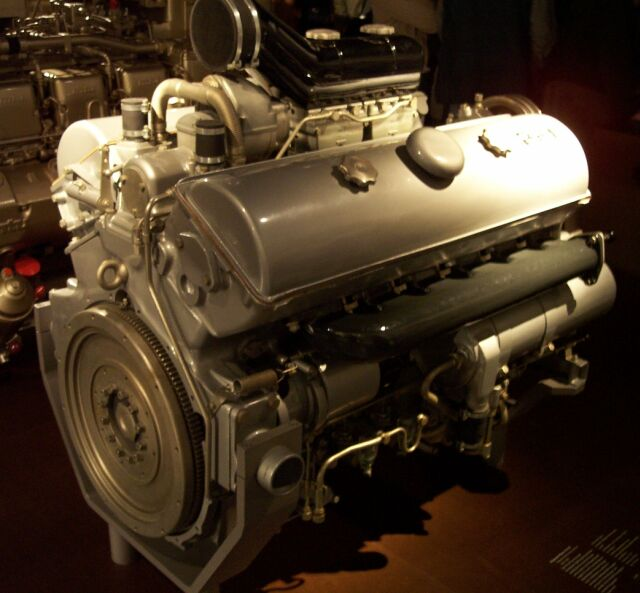
Ab der Ausf. D erhielten alle Panzer IV den auch im Panzer III verwendeten 300-PS-Motor von Maybach

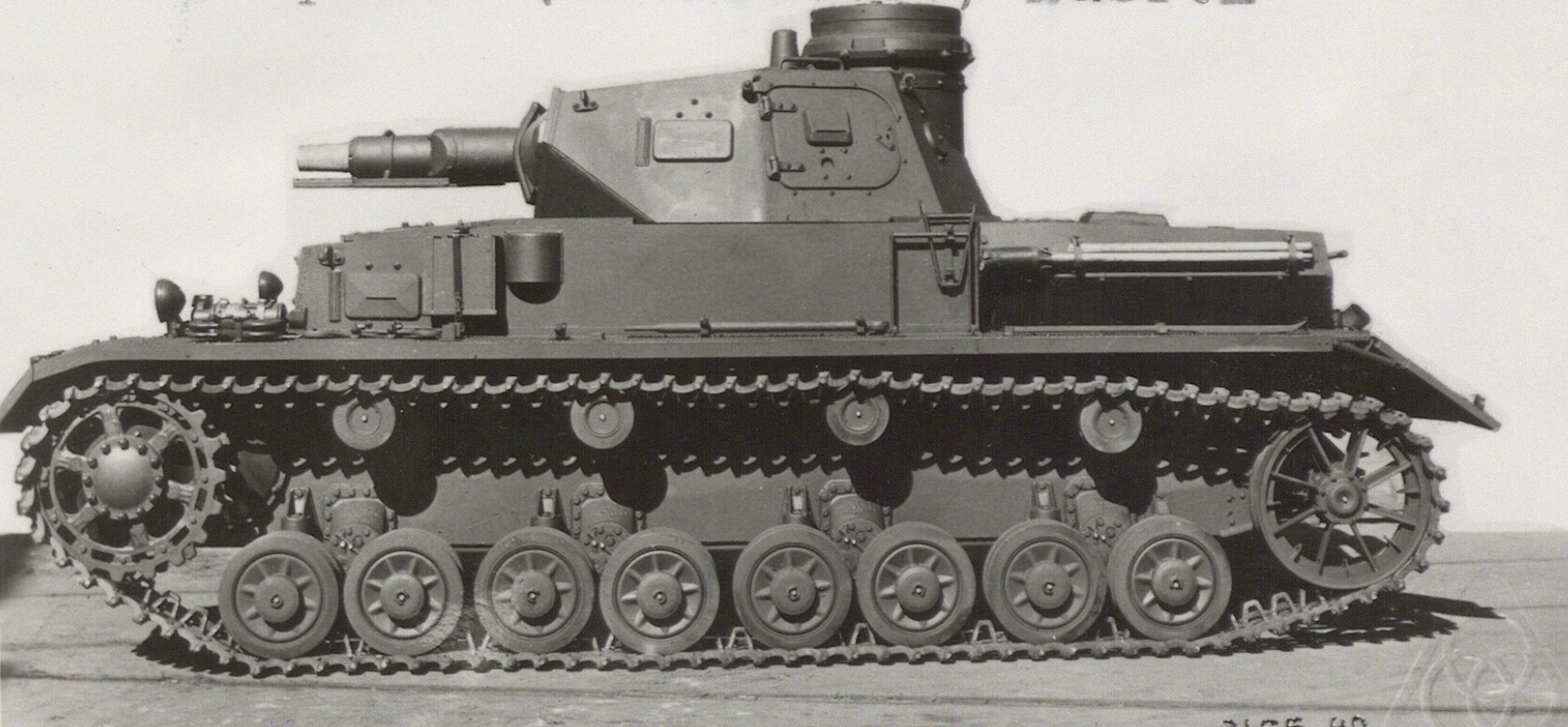
Pz.Kpfw. IV Ausf. E

Größere Veränderungen erfuhren die 1938/39 in zwei Serien (4. und 5./BW) gebauten 248 Panzerkampfwagen der „Ausführung D“. Die Stirnwand war jetzt nicht mehr gerade, sondern vor dem Funker stufenförmig zurückgesetzt. Diesem Besatzungsmitglied stand nunmehr auch wieder ein Bug-MG in einer Kugelblende zur Verfügung. Die bis dahin innenliegende Walzenblende des Hauptgeschützes wurde nach außen verlegt, so dass die Turmfront nun besser vor Geschossen geschützt war. Die Heck- und Seitenpanzerung der Wanne wurde von 15 auf 20 mm verstärkt. Die ab diesem Modell leicht veränderte Kette konnte nicht für die vorangegangenen Ausführungen verwendet werden. Serienmäßig kam das nur minimal modifizierte Antriebsaggregat HL 120 TRM mit 300 PS Höchstleistung und 265 PS Dauerleistung zum Einsatz, das schon in den letzten 100 Exemplaren der Ausführung C verbaut und bis zum Produktionsende verwendet wurde. Es handelte sich dabei um einen robusten und langlebigen Maybach-Motor, der ebenfalls im Panzer III Verwendung fand. Ab 1940 wurden die zur Instandsetzung in die Heimat geschickten Fahrzeuge mit zusätzlichen Panzerplatten an der Wannenfront verstärkt.

#### Ausführung E
Im Jahre 1940 lief die Produktion der „Ausführung E“ (6./BW) an. Um die unzureichende Panzerung zu verstärken, wurden zusätzliche Platten am Bug und an den Seiten der Wanne angebracht. Das Leitrad wurde leicht verändert. Der Fahrer erhielt eine verbesserte Sichtöffnung, die mit einer herunterklappbaren Panzerklappe abgedeckt werden konnte. Des Weiteren wurde die Kommandantenkuppel leicht modifiziert, so dass sie nicht mehr in die Turmrückwand einschnitt. Dadurch konnte ab dieser Ausführung serienmäßig ein Gepäckkasten am Turm angebracht werden.

#### Ausführung F1 und ab F2 mit 7,5-cm-KwK 40 L/43

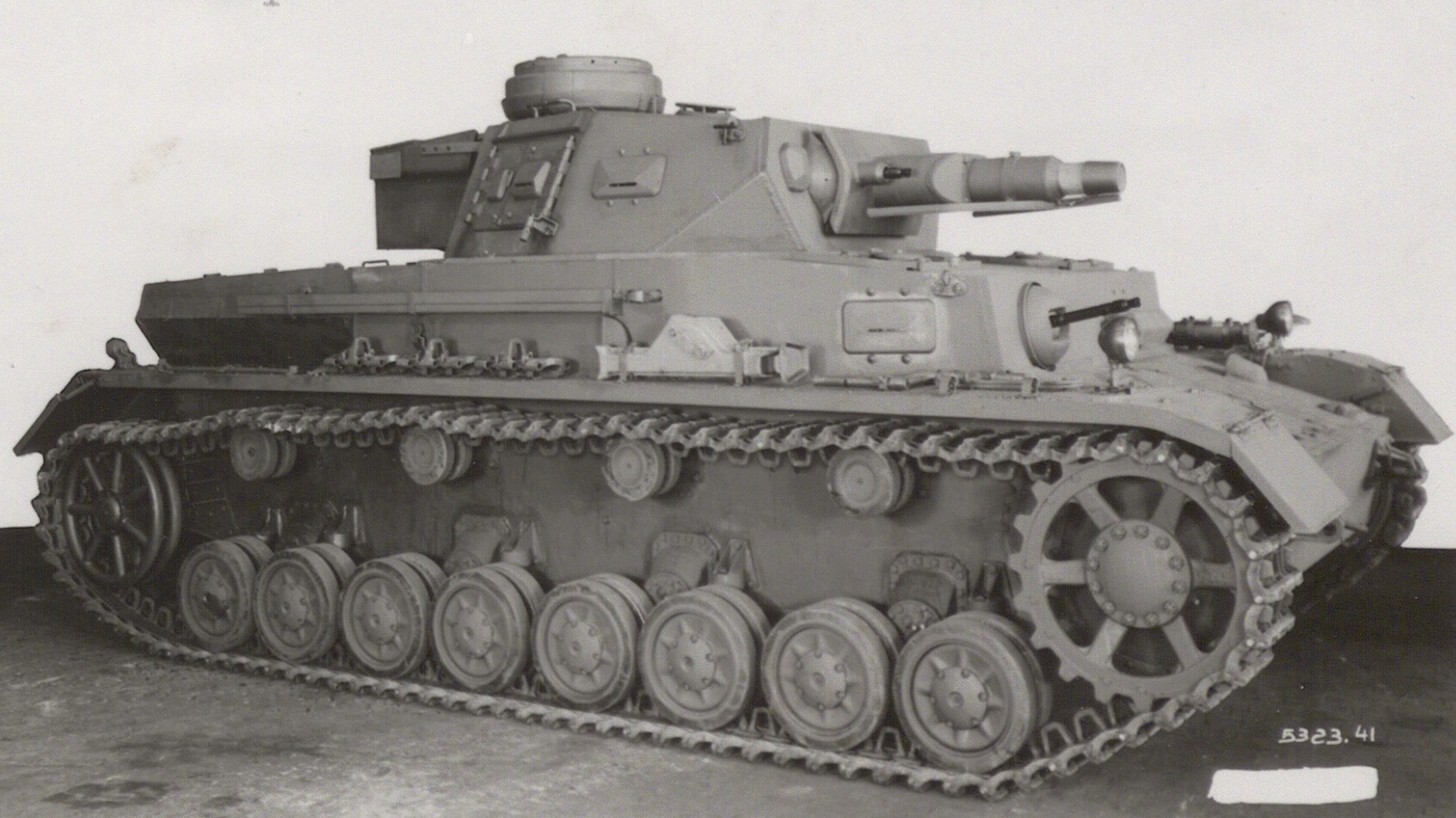
Pz.Kpfw. IV Ausf. F

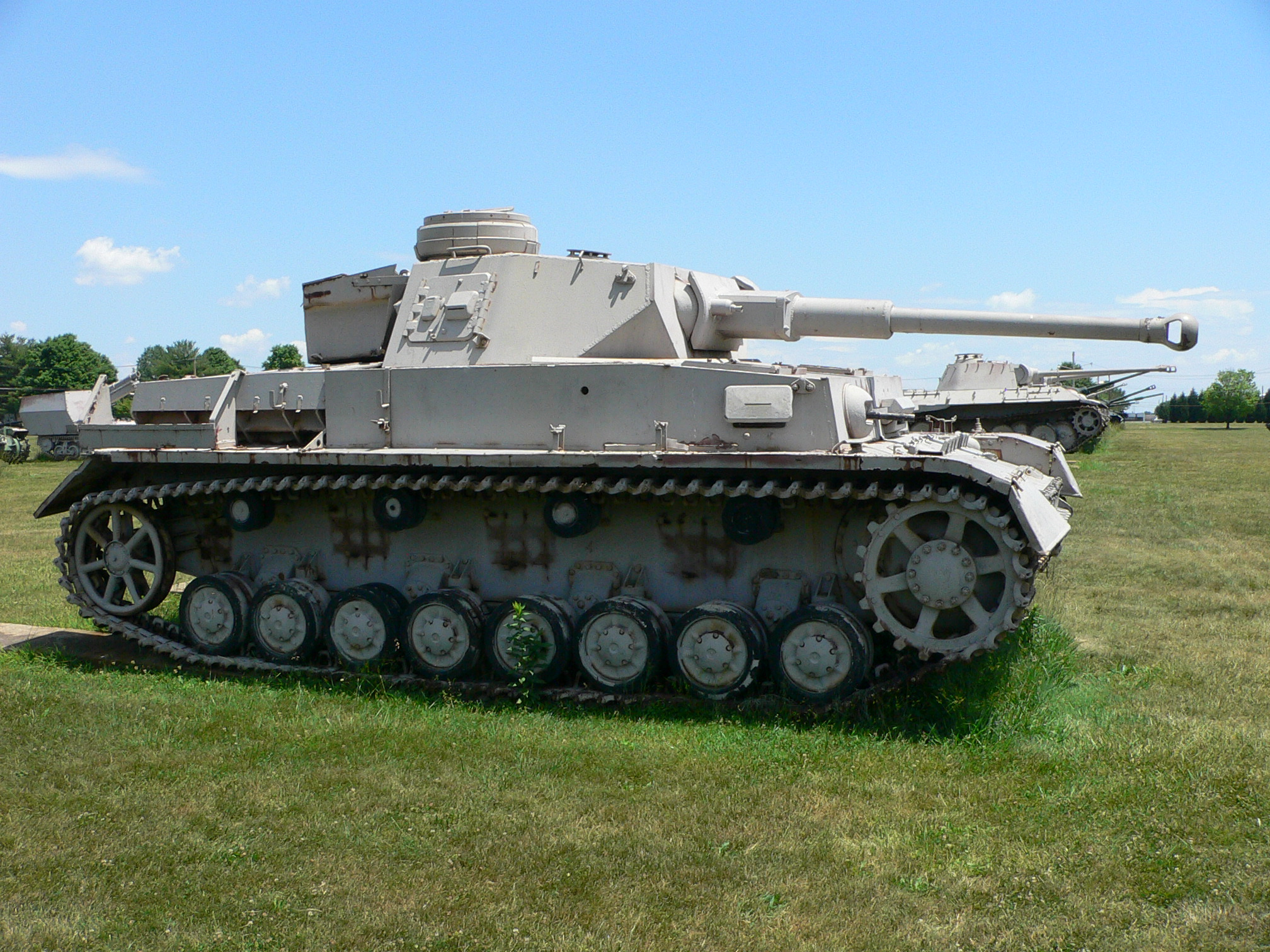
Ausf. F2 (frühe Ausf. G) mit 7,5-cm-Kanone L/43

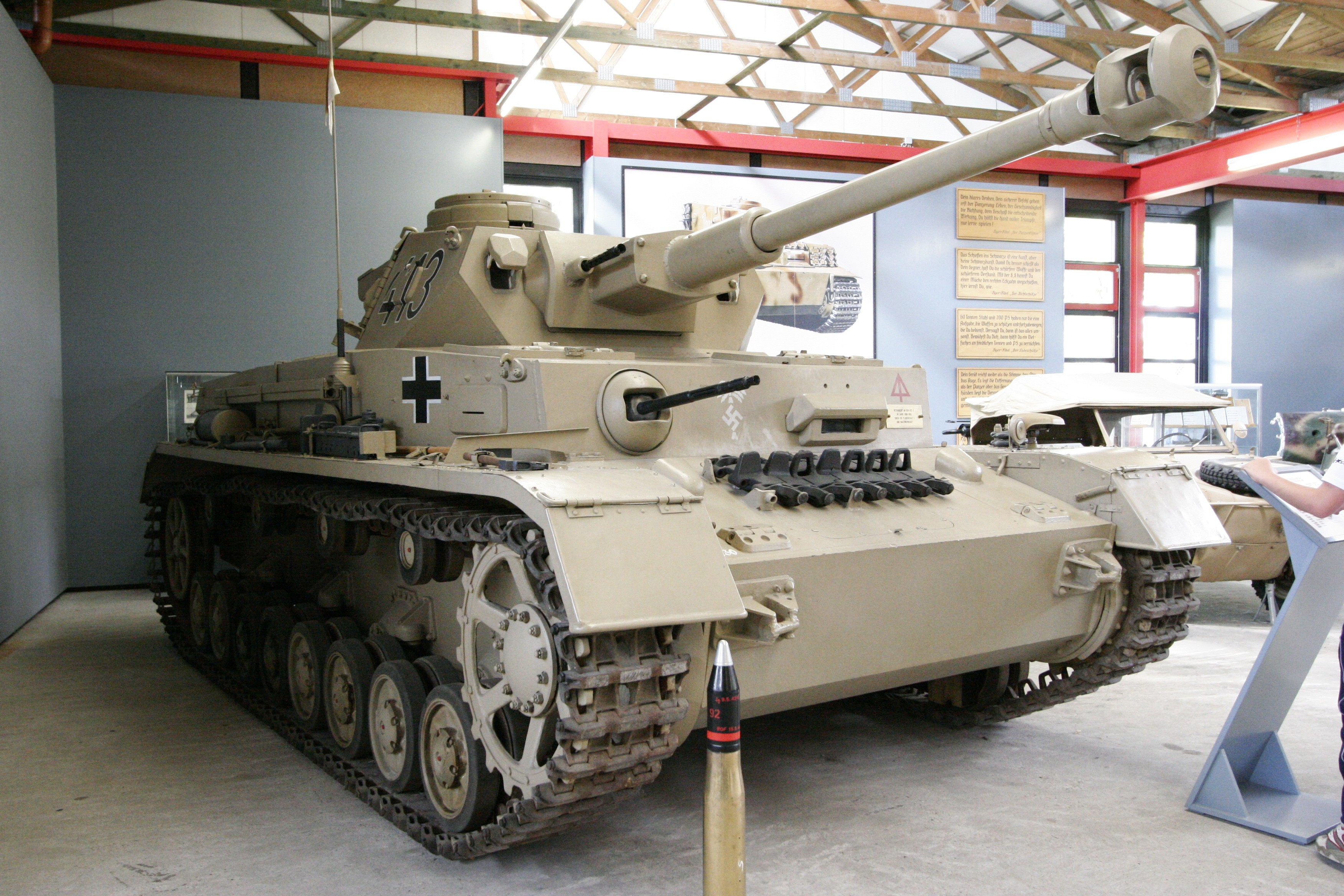
Eine Ausf. G mit der 7,5-cm-KwK L/43 und 5 cm Frontpanzerung

Die Erfahrungen der vorangegangenen Feldzüge schlugen sich in der ab April 1941 ausgelieferten „Ausführung F“ (7./BW) nieder. Die Frontpanzerung des Turmes und der Wanne wurde von 30 auf 50 mm verstärkt, die Seitenpanzerung von 20 mm auf 30 mm. Die Antriebsräder wurden minimal geändert und die bisher aus Gussstahl hergestellten Leiträder bestanden ab jetzt aus geschweißten Rohren. Gleichzeitig erhielt der Panzer geringfügig breitere Ketten. Die Stirnwand der Wanne war jetzt wieder gerade ausgeführt und sollte auch nicht mehr verändert werden. Fahrer und Funker erhielten eine leicht verbesserte Visieröffnung beziehungsweise Kugelblende. Die seitlichen Turmeinstiegsklappen des Richt- und Ladeschützen waren ab jetzt zweiteilig ausgeführt. Zur Anwendung kam weiterhin eine verbesserte Zieleinrichtung für den Richtschützen.
Im Krieg gegen die Sowjetunion zeigte sich schnell die unterlegene Kampfstärke der deutschen Panzer gegen die neueren sowjetischen Panzerfahrzeuge. Um zumindest die Bewaffnungsdefizite auszugleichen, vergab das Heereswaffenamt im November 1941 an Krupp den Auftrag, in Zusammenarbeit mit Rheinmetall-Borsig die 7,5-cm-PaK 40 für den Panzereinbau umzuarbeiten. Daraus entstand die Kampfwagenkanone KwK 40 L/43, die mit ihren 43 Kaliberlängen – dies entsprach einer Rohrlänge von 3,2 m – und einer doppelt so hohen Mündungsgeschwindigkeit ihrer Geschosse eine erhebliche Verbesserung der Kampfkraft darstellte und den Panzer IV zum Kampf gegen alle zu dieser Zeit existierenden Feindpanzer befähigte. Mit dieser „Langrohrkanone“ änderte sich die Rolle des Panzers IV endgültig vom Unterstützungs- hin zum Kampfpanzer, dessen wichtigste Aufgabe nun die Bekämpfung gegnerischer Panzer war. Obwohl die neue Munition größer war, konnten durch eine verbesserte Lagerung statt bisher 80 nunmehr 87 Geschosse mitgeführt werden. Zur Unterscheidung wurden die Modelle mit der kurzen Kanone als „F1“ und die mit der langen Kanone als „F2“ bezeichnet. Anfangs wurden die F2-Modelle als 7./BW Umbau bezeichnet, am 5. Juni 1942 ordnete das Waffenamt die Verwendung der Bezeichnung 8./BW an. Am 1. Juli 1942 stellte das Waffenamt klar, dass alle Panzer IV mit langer Kanone als 8./BW zu bezeichnen sind. Im September wurde die Bezeichnung Ausf. F2 offiziell durch Ausf. G ersetzt. Nach der Produktion von 437 F1-Modellen gelangten von März bis Juli 1942 insgesamt 200 F2-Modelle zur Auslieferung.

#### Ausführung G mit 7,5-cm-KwK 40 L/43 und L/48

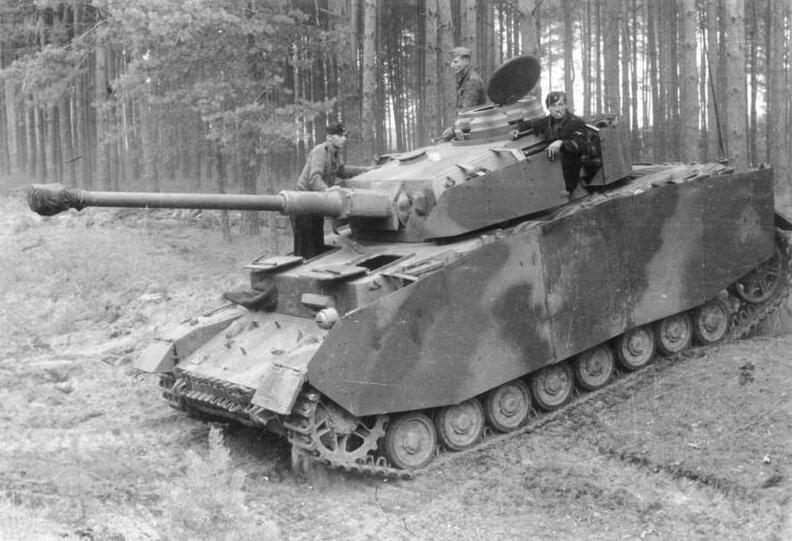
Ausf. H mit vollständigem Satz Schürzen

Im Juli 1942 wurde die Ausführung F2 (7./BW Umbau) in 8./BW, ab September 1942 als „Ausführung G“ bekannt, umgezeichnet und mit wenigen Änderungen weitergebaut. Von dieser Ausführung verließen bis Frühjahr 1943 etwa 1700 Stück die Werkhallen. Eine doppelt wirkende Mündungsbremse ersetzte die bis dahin verwendete kugelförmige Mündungsbremse. Die Erfahrungen mit den extremen klimatischen Bedingungen des russischen Winters führten zum Einbau eines Kühlwasser-Austauschers, mit dem es möglich war, heißes Kühlwasser in den Kühlkreislauf eines anderen Fahrzeuges zu pumpen, um so den bis dahin oft aufgetretenen Kaltstartschwierigkeiten begegnen zu können.
Ab Frühjahr 1943 stand die endgültige Ausführung der von Rheinmetall hergestellten 7,5-cm-KwK 40 L/48 mit ihrem längeren Rohrlauf von 48 Kaliberlängen zur Verfügung und wurde ab April 1943 in der „Ausführung G“ verbaut. Ab diesem Zeitpunkt wurde diese Kanone zur Standardwaffe des Panzers IV. Auch alle der Heimatinstandsetzung zugeführten Fahrzeuge mit kurzer 7,5-cm-Kanone wurden auf diese Waffe umgerüstet. Um die aus der Länge des Rohres resultierende Buglastigkeit der Kanone auszugleichen, wurde die Waffenaufhängung mit zusätzlichen Schraubenfedern versehen.
Im Sommer 1942 erging eine Anordnung, die Frontpanzerung der Wanne trotz eventueller Nachteile in der Geländegängigkeit auf 80 mm zu verstärken, was durch die Anbringung von 30 mm starken Platten erreicht wurde. Die Produktionszahlen so aufgerüsteter Panzer IV stieg stetig, ab Januar 1943 wurden alle Panzer IV mit verstärkter Panzerung produziert. Eine von Adolf Hitler kurzzeitig angedachte schräge Bugpanzerung von 100 mm erwies sich aufgrund der zu hohen Buglastigkeit als nicht realisierbar.

#### Ausführung H
Im April 1943 begann die Auslieferung der „Ausführung H“ (9./BW), die lange KwK 40 L/48 war serienmäßig verbaut und die vordere Grundpanzerung der Wanne betrug nunmehr 80 mm. Leicht veränderte Leiträder und mit austauschbaren Zahnkränzen versehene Antriebsräder kamen zum Einbau. Aufgrund Materialmangels wurden teilweise die gummibereiften Laufrollen durch Stahllaufrollen ersetzt. Die Fahrzeuge wurden serienmäßig mit Seitenschürzen ausgeliefert. Es handelte sich dabei um 5 mm starke Platten, die an der Wanne abnehmbar und am Turm fest angebracht waren und vor Panzerbüchsen schützten (ein gewisser Schutzeffekt war auch bei Hohlladungsgeschossen und Bazookas zu beobachten). Die am Drehturm befindlichen seitlichen Sehschlitze für Richt- und Ladeschützen entfielen, da sie ihre Funktion wegen der angebrachten Schürzen ohnehin verloren hatten.

#### Ausführung J

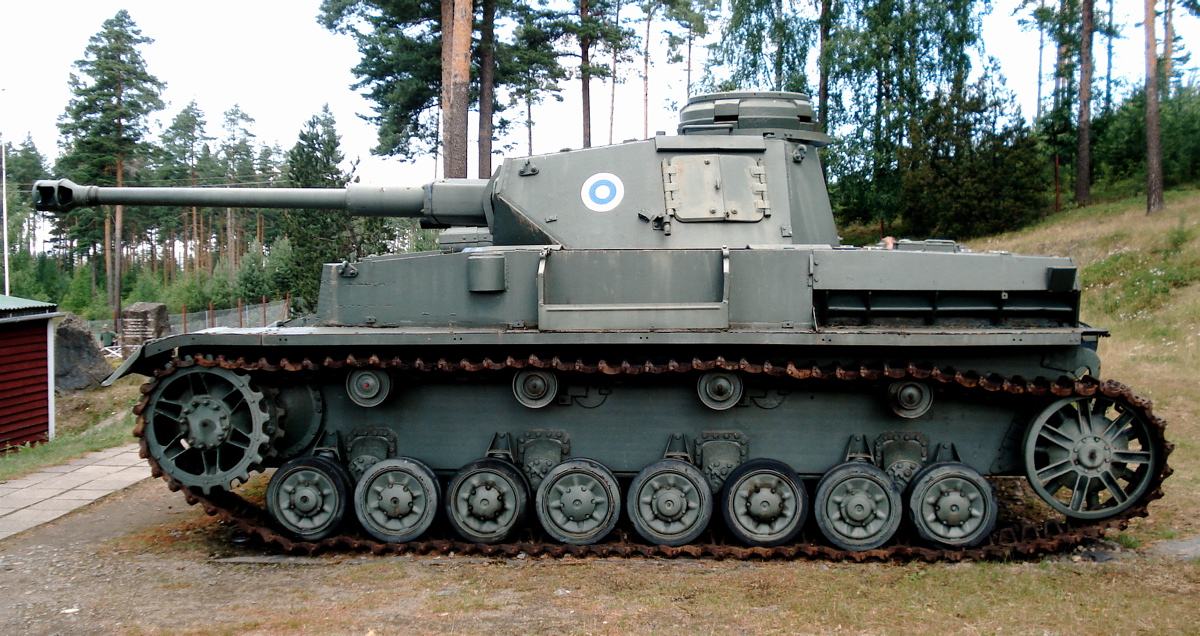
Ausführung J

Im Februar 1944 erschien mit der „Ausführung J“ (10./BW) die letzte Serie des Panzerkampfwagens IV. Unter dem Aspekt der Ressourcenverknappung lag die Priorität auf einer Produktionsvereinfachung. Als taktischer Nachteil galt der Wegfall des elektrischen Turmschwenkwerkes, wodurch der Turm nun per Hand gedreht werden musste. Stattdessen wurde ein zusätzlicher Tank zur Reichweitenerhöhung eingebaut. Die Seitenschürzen bestanden größtenteils aus einem Drahtgeflecht (Thoma-Schürzen), was deren Wirkung aber nicht einschränkte. Statt vier Stützrollen hatte das Fahrgestell ab Dezember 1944 nur noch drei; diese hatten aus Mangel an Buna serienmäßig keine Gummibandagen mehr. Der große außen angebrachte Auspuffendtopf wurde ab September 1944 durch zwei einfache, nach oben gerichtete Rohre ersetzt. Dieses Modell wurde anfangs noch von VOMAG, später nur noch vom Nibelungenwerk – faktisch bis zum Kriegsende – produziert.

### Planungskonzepte

#### Weiterentwicklung
Im Mai 1941 ordnete Hitler bei einer Besprechung auf dem Berghof an, beim Panzer IV die Durchschlagskraft der Waffe zu erhöhen. Aus diesem Grund sollte der Einbau der 5-cm-PaK 38 bis zum Ende des Jahres vorbereitet werden. Ein Fahrzeug der Ausführung D wurde mit der langen 5-cm-Kwk L/60 ausgerüstet. Als sich schon zu Beginn des Deutsch-Sowjetischen Krieges zeigte, dass die 5-cm-Kanone gegen die neuen sowjetischen Panzermodelle nicht wirksam genug war, wurde dieser Plan gegenstandslos.
Ende 1944 beschäftigte sich Krupp mit der Möglichkeit einer Umbewaffnung des Panzers IV. So kam es zu Überlegungen, den neuentwickelten Schmalturm des Panther II auf das Fahrgestell des Panzers IV zu setzen. Zumindest wurde ein Holzmodell der überlangen 7,5-cm-KwK L/70 in einen Panzer-IV-Turm eingebaut. Es zeigte sich jedoch, dass eine Überlastung des Fahrgestelles den Einbau dieser Waffe ausschloss. Weiterhin kam es zu Überlegungen, zwei rückstoßfreie 7,5-cm-Kanonen mit einem mittig gelegenen Einschießgewehr in einem hinten offenen Drehturm zu installieren. Ein Holzmodell dieses Panzers wurde Anfang 1945 gebaut, bevor auch dieses Projekt zu den Akten gelegt wurde.

#### Nachfolger
Schon 1937 vergab das Heereswaffenamt Aufträge an Henschel, MAN, Porsche und Daimler-Benz, unter dem Projekt VK 30.01 einen Nachfolger für den Panzerkampfwagen IV in der 30-t-Klasse zu erschaffen. Während die gebauten Prototypen von Henschel (zwei Stück dienten später als Fahrgestell der Panzerselbstfahrlafette für 12,8-cm-Kanone 40) und Porsche gewisse Ähnlichkeiten mit dem Tiger hatten und später auch die Voraussetzungen zu dessen Bau lieferten, leiteten die Entwürfe von MAN und Daimler-Benz später zum Panther über. Wie auch der VK 20.01 beim Panzer III wurden die noch konventionellen Entwürfe mit dem ersten Auftauchen des T-34 hinfällig.

## Einsatz
Gedacht als Unterstützungspanzer, sollte der Panzer IV dem Panzer III im Gefecht Rückhalt geben und Ziele bekämpfen, die für dessen kleinkalibrige panzerbrechende Waffe ungeeignet waren. Die Hauptmunition des Panzers IV sollten Sprenggranaten sein, mit denen aus großer Distanz von bis zu 6 km feindliche Panzerabwehrwaffen und Infanterie bekämpft werden sollten. Deswegen wurden anfangs die schwache Panzerung und die kurze Stummelkanone als ausreichend erachtet.
Der Panzer IV war für die Ausstattung der vierten Kompanie, der Unterstützungskompanie, einer Panzerabteilung vorgesehen. Während der Mobilmachung kurz vor dem Kriegsausbruch wurde diese Kompanie zu einer Ersatzeinheit umfunktioniert, so dass die Gliederung jetzt aus zwei leichten und einer mittleren bestand, wobei letztere aus Panzern III und Panzern IV bestehen sollte. Nach der Umstrukturierung der Panzerdivisionen infolge deren zahlenmäßiger Erhöhung 1940/41 bestand die mittlere Kompanie sollmäßig aus drei Zügen mit insgesamt 14 Panzern IV und einem leichten Zug mit fünf Panzern II. Eine völlig einheitliche Gliederung und Ausstattung aller Divisionen gelang aufgrund des Kriegsverlaufes aber nicht. Bis zum Erscheinen des Tigers im Herbst 1942 und des Panthers im Sommer 1943 war der Panzer IV der schwerste deutsche Panzerkampfwagen.

### Polen, Westfront und Nordafrika

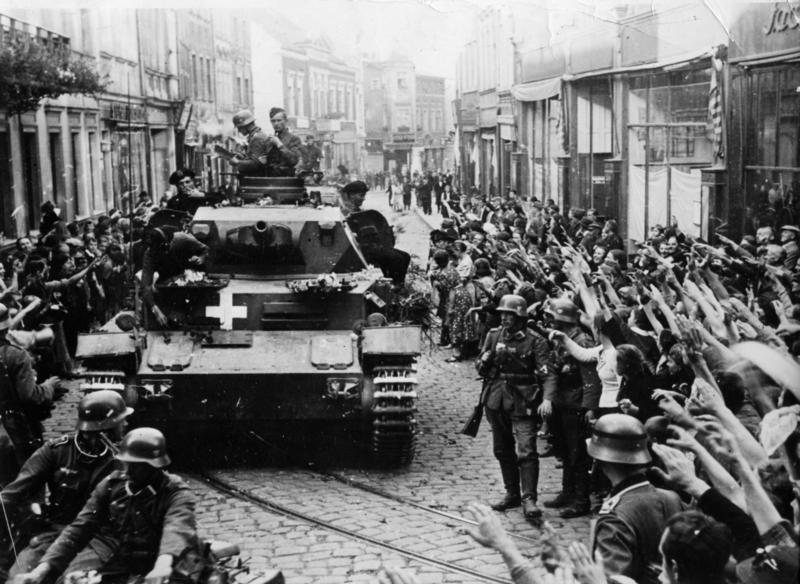
Die weißen Erkennungskreuze wurden nach dem Überfall auf Polen entfernt, nachdem diese vom Gegner als willkommene Zielhilfe genutzt wurden

Von den bis zum Beginn des Zweiten Weltkrieges produzierten 211 Panzerkampfwagen IV nahmen im Rahmen der Truppenerprobung 198 Stück am Polenfeldzug teil. Die restlichen Fahrzeuge waren bei den Panzerschulen, beim Ersatzheer oder standen im Heereszeugamt kurz vor ihrer Übergabe. Daher spielte der Panzer IV während dieses Feldzuges so gut wie keine Rolle. Aufgrund der qualitativen und quantitativen Überlegenheit der deutschen Panzer kam es nicht zu hohen Verlusten – 19 Panzer IV mussten dort als Totalverlust abgeschrieben werden. Kurz vor dem Ende dieses Feldzuges wurde der Panzerkampfwagen IV im Heeresverordnungsblatt vom 27. September 1939 aufgrund seiner Truppenerprobung für einführungs- und beschaffungsreif erklärt.
Die Grenzen des Panzer IV wurden erstmals im Westfeldzug erkennbar. Mit 278 Exemplaren spielte auch hier der Panzerkampfwagen IV bei rund 2500 Panzern nur eine untergeordnete Rolle; neben den tschechischen Beutepanzern P 35(t) und P 38(t) waren die mit Abstand wichtigsten Panzer die leichten Panzer I und Panzer II. Jedoch hatte mit 97 komplett zerstörten Fahrzeugen der Panzer IV mit 35 % die höchste Verlustrate aller deutschen Panzer. Es zeigte sich, dass aufgrund ungewöhnlich tiefer Vorstöße der Verbände der Panzer IV oft die Funktion eines Kampfpanzers übernehmen musste, für die er eigentlich nicht konzipiert war. Jetzt wirkte sich die geringe Panzerung negativ aus, denn die moderne französische 47-mm-PaK konnte noch aus 1500 m die Frontpanzerung des Panzer IV durchschlagen. Demgegenüber konnte die Panzergranate aus der kurzen Kanone des Panzers IV auf 500 m nur 38 mm Stahl durchschlagen, während die französischen Standard-Panzer R 35, H 39 und S-35 über 40 mm, der Char B1 bis 60 mm und der im Rahmen des britischen Expeditionskorps in Frankreich eingesetzte Matilda II bis zu 75 mm stark gepanzert waren, so dass die Besatzungen gezwungen waren, in teils verlustreichen Manövern die Feindpanzer auszukurven und sie von der Seite oder von hinten außer Gefecht zu setzen. Generell waren die deutschen Panzer im Westfeldzug den meisten gegnerischen Modellen im direkten Vergleich unterlegen. Nicht die Qualität der deutschen Panzer, sondern das neue Blitzkriegskonzept und die überlegene Führung der vollständig mit Funkgeräten ausgerüsteten Einheiten entschieden diesen Feldzug. Aufgrund des schnellen Sieges umgab den Panzer IV eine Aura, die seine tatsächliche Leistungsfähigkeit zu dieser Zeit nicht rechtfertigte.
Auch im Afrikafeldzug kam der Panzerkampfwagen IV zum Einsatz. Den meisten britischen Panzern war er gleichwertig oder überlegen. Wenig Chancen hatte er jedoch gegen die bis zu 80 mm starke Panzerung des schwerfälligen Matilda II. Erst die Ausführungen mit der langen Kanone und verstärkter Panzerung waren wiederum allen britischen Panzern qualitativ überlegen, auch wenn aufgrund der Nachschubprobleme nur wenige F2-Modelle zum Einsatz kamen. Da aufgrund mangelnder Deckung in der Wüste die Gefechte auf große Entfernungen geführt werden mussten, kam hier der Vorteil der langen 7,5-cm-Kanone besonders zum Tragen. Die Briten konnten später mit der Einführung der Sechs-Pfünder-PaK und der von den USA in großer Zahl gelieferten M3 Grant die Situation ausgleichen, bevor sie aufgrund massiver zahlenmäßiger Überlegenheit den Feldzug für sich entschieden.

### Ostfront

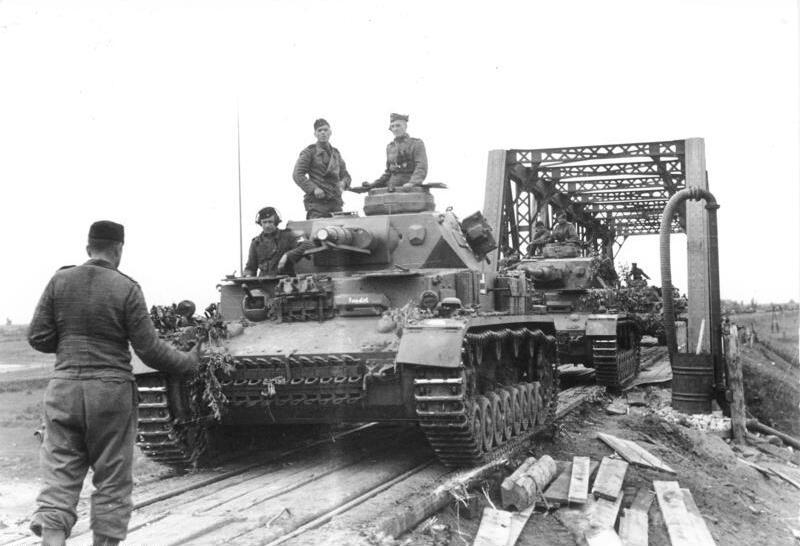
Im Russlandfeldzug war der Panzer IV mit der kurzen Kanone dem T-34 anfangs völlig unterlegen

Im Juni 1941 belief sich der Gesamtbestand des gesamten Heeres auf 572 Panzerkampfwagen IV, von denen sich 41 Stück noch in der Instandsetzung befanden. An dem am 22. Juni beginnenden Russlandfeldzug nahmen 439 Panzer IV teil. Er war der Masse der meist aus leichten Modellen bestehenden sowjetischen Panzerverbände überlegen. Dies änderte sich grundlegend, als die neuen kampfstarken – aber noch relativ seltenen und taktisch ungünstig eingesetzten – Modelle T-34 und KW-1 auf dem Schlachtfeld erschienen und den Panzer IV deklassierten. Dessen kurze Waffe war absolut unterlegen und erzielte selbst auf geringe Distanz kaum Wirkung, während der T-34 bereits aus 1000 m Entfernung die Front des Panzers IV durchschlagen konnte. Deshalb blieb den Besatzungen nur übrig, entweder von vorne auf das Laufwerk zu zielen, um den Panzer bewegungsunfähig zu machen, oder den Feindpanzer im gefährlichen Nahkampf mit Treffern an den Seiten oder am Heck außer Gefecht zu setzen. Erst mit der Einführung einer verbesserten Hohlladungsgranate, die im Sommer 1940 mit einer Durchschlagsleistung von erst 40 mm, dann 70 mm und schließlich 100 mm entwickelt wurde, konnten diese Panzer wirkungsvoll bekämpft werden, auch wenn aufgrund der geringen Anfangsgeschwindigkeit der Projektile infolge des kurzen Rohrlaufes und der daraus resultierenden stark gekrümmten Flugbahn ein Zielen über 500 m schwierig war. Aufgrund der verlustreichen Kämpfe und des Verschleißes bei den im meist unwegsamen Gelände zurückgelegten großen Entfernungen hatten die Verbände bereits Mitte Juli bis zu 50 % Ausfälle an Panzern IV, von denen der Großteil aber wieder instand gesetzt werden konnte. Bis zum Ende des Jahres beliefen sich die Totalverluste der Panzer IV an allen Kriegsschauplätzen auf 378 Stück, was über 66 % des Juni-Bestandes darstellte.

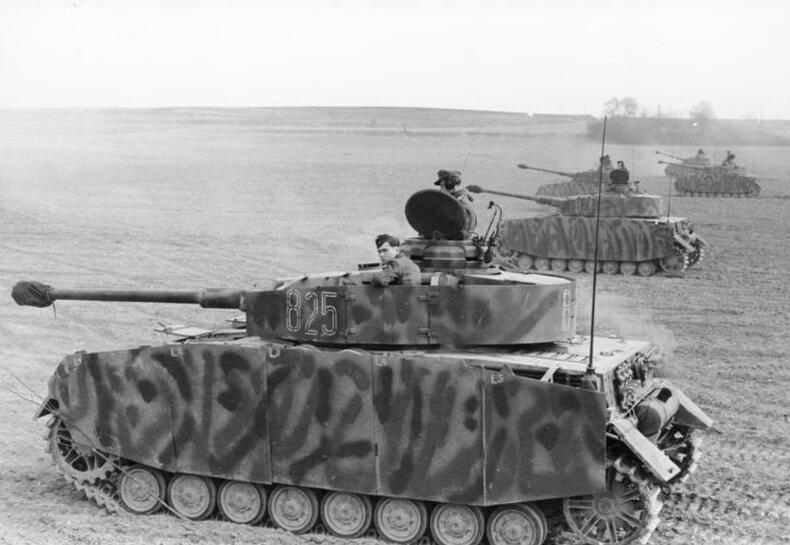
Die späteren Ausführungen waren dem T-34 bis zur Einführung des T34/85 weit überlegen

Erst mit der 1942 eingeführten langen 7,5-cm-Kwk L/43 konnten alle feindlichen Panzer wirksam bekämpft werden. Jetzt hatte er endgültig seine Rolle als Unterstützungspanzer mit der des Kampfpanzers getauscht. Obwohl ab 1943 mit den kampfwertgesteigerten Ausführungen das Ende seiner Ausbaufähigkeit endgültig erreicht war und es ab jetzt nur noch um die Erhaltung der Kampfkraft gehen konnte, galt er immer noch als kampfstarkes Fahrzeug. So war die neue 7,5-cm-KwK mit ihren 48 Kaliberlängen allen feindlichen Panzern des Jahres 1943 überlegen. Dieser taktische Vorteil wurde jedoch zusehends durch die zum Teil enorme Überzahl der sowjetischen Panzer relativiert.
Die Masse der Panzerverbände bei der letzten deutschen Großoffensive an der Ostfront während der Schlacht im Kursker Bogen bestand aus kampfwertgesteigerten Panzern IV mit einer Frontpanzerung von bis zu 80 mm und der langen 7,5-cm-Kanone mit 48 Kaliberlängen. Nicht der Panther oder der Tiger, in die die oberste Führung ihre ganze Hoffnung gesetzt hat, waren der Träger der Operation, sondern der Panzer IV. Und so waren es auch diese Kampfwagen, die im Laufe der Schlacht den mit T-34 ausgerüsteten sowjetischen Panzerformationen teils schwerste Verluste zufügten. Mit dem vermehrten Auftreten des neuen T-34/85 im Laufe des Jahres 1944 verlor der Panzer IV jedoch zum größten Teil seine Vorteile gegenüber den an der Front eingesetzten mittleren sowjetischen Panzertypen.

### Kriegsende
Im Zuge der Landung in der Normandie traf der Panzer IV erstmals auf größere Stückzahlen des M4 Sherman, nachdem er mit diesen schon zum Ende des Afrikafeldzuges im Kampf gestanden hatte. Anfangs war der Panzer IV noch erfolgreich, da er defensiv aus gut erkundeten und getarnten Stellungen noch in ziemlich großer Anzahl kämpfte. Nur wenige alliierte Panzermodelle konnten ihn aus großer Entfernung bekämpfen. Seine lange Kanone war der 75-mm-Kanone des Sherman weit überlegen. Bezüglich der Feuerkraft glichen die Alliierten mit der britischen 17-Pfünder-Kanone aus, die unter anderem im „Sherman Firefly“ oder im Achilles zum Einsatz kam. Wenn auch bis zum Ende der Panzer IV ein kampfstarkes Fahrzeug war und der Standardausführung des Sherman überlegen, so war er in der Zahl chancenlos, zumal die totale alliierte Luftüberlegenheit die Bewegung aller deutschen Panzerverbände bei Tag so gut wie unmöglich machte.
Der Panzerkampfwagen IV stand vom Kriegsbeginn bis zur Kapitulation im Mai 1945 durchgängig im Einsatz. Die im gesamten Kriegsverlauf an allen Fronten erlittenen Totalverluste können wie folgt beziffert werden, wobei die mit Abstand meisten Fahrzeuge an der Ostfront vernichtet wurden:
| Totalverluste des Panzerkampfwagens IV von Kriegsbeginn bis zum Januar 1945 |      |      |      |      |       |       |           |       |
| Kriegsjahr                                                                  | 1939 | 1940 | 1941 | 1942 | 1943  | 1944  | Jan. 1945 | Summe |
| Stück                                                                       | 19   | 97   | 378  | ≈500 | ≈2350 | ≈2600 | ≈290      | ≈6250 |

Auffällig hohe Verluste traten zum Zeitpunkt des Endes der Schlacht von Stalingrad und im Juli 1944 auf, als mit der Operation Bagration die Wehrmacht die größte Niederlage in der deutschen Militärgeschichte zu verzeichnen hatte. So wurden in den ersten zwei Monaten des Jahres 1943 rund 450 und allein im Juli 1944 etwa 420 Panzer IV als Totalverlust gemeldet. Dagegen waren die Verluste im Juli 1943 mit rund 290 und im darauffolgenden Monat mit etwa 280 vernichteten Panzern IV zum Zeitpunkt der Schlacht im Kursker Bogen nicht ungewöhnlich hoch.

### Nachbetrachtung

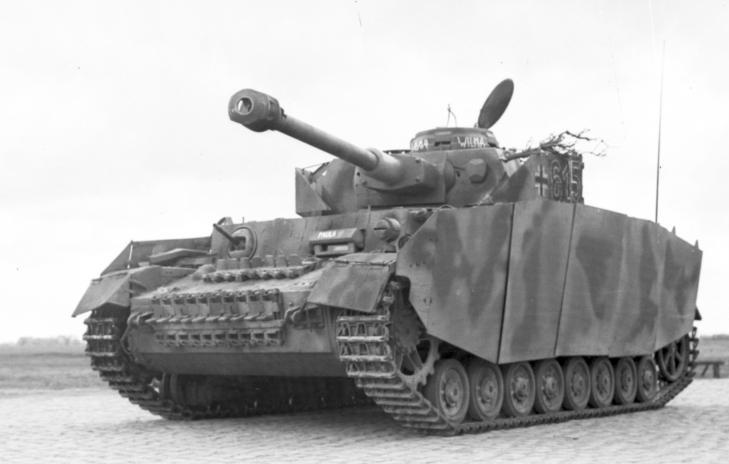
Trotz konventioneller Form war der Panzer IV ein kampfstarkes Fahrzeug

Der Panzerkampfwagen IV galt als robustes und zuverlässiges Kampffahrzeug. Seine anfänglich dünne Panzerung und kurze Kanone waren der Verwendung als Unterstützungspanzer geschuldet und entsprachen dem damaligen Stand der Technik. Sein Potenzial und seine Ausbaufähigkeit wurden lange nicht erkannt, was sich unter anderem darin widerspiegelte, dass er in den utopischen Planungen des Heereswaffenamtes vom Juli 1941 mit ihren beabsichtigten 36 Panzerdivisionen und 15.440 Panzern nur mit 2160 Exemplaren vorgesehen war, während von dem eigentlich nur als Übungsfahrzeug konzipierten Panzer II mehr als doppelt so viele beschafft werden sollten.
Erst mit der verstärkten Panzerung und vor allem mit dem Einbau der langen Kanone wandelte sich der Panzer IV vom Unterstützungspanzer zum Kampfpanzer, der fast allen gegnerischen Standard-Modellen zu diesem Zeitpunkt entweder überlegen oder zumindest ebenbürtig war und bis zum Ende des Krieges aufgrund seiner zahlenmäßigen Verfügbarkeit und seiner Verbreitung das Rückgrat der deutschen Panzerwaffe bildete. Infolgedessen galt der Panzerkampfwagen IV als der wichtigste deutsche Panzer. Aufgrund seiner schon lange zurückliegenden Entwicklungs- und Probezeit war der Panzer IV ein ausgereiftes und bewährtes Fahrzeug, das im Gegensatz zum Panther oder Tiger nicht mit technischen Problemen zu kämpfen hatte. Die Nachteile waren seine konventionelle Form, seine dem Panzerschutz abträglichen vielen Sichtklappen, die für unwegsames Gelände zu schmalen Ketten sowie die durch Verstärkungen der Panzerung bei Beibehaltung der Motorleistung immer geringer werdende gewichtsbezogene Leistung. Trotzdem war selbst im Jahre 1943 der Panzer IV dem T-34 aufgrund seiner besseren Zieloptik, seines Reichweitenvorteils der langen Kanone, seiner besseren Arbeitsaufteilung durch Kommandant und Richtschütze sowie seiner meist besser ausgebildeten Besatzung und seiner Führung durch Funk deutlich überlegen. An der Front kam jedoch immer mehr die abnehmende Anzahl der deutschen Panzer zum Tragen. Zum Ende des Krieges war der Panzer IV aufgrund konzeptioneller Einschränkungen nach zehnjähriger Dienstzeit vor allem den modernen sowjetischen Panzern kaum noch gewachsen. So kam ein interner Vergleich des Heereswaffenamtes mit den neuen Modellen T-34/85 und IS-2 zu dem Ergebnis, dass der Panzer IV diesen Panzern in Sachen Feuerkraft weit unterlegen war. Aufgrund der geringen Stückzahl war es irrelevant, dass er von den Alliierten bis Kriegsende als ernstzunehmender Gegner wahrgenommen wurde und den meisten westlichen Panzern zumindest ebenbürtig oder – wie der Standardausführung des Sherman – überlegen war.
| Vergleichbare Panzer des Jahres 1943 |                       |                         |                      |                        |
| Technische Daten                     | Panzer IV Ausf. H     | T-34 Mod.43             | M4 Sherman M4A3      | Valentine Mk X         |
| Staat                                | Deutsches Reich       | Sowjetunion             | Vereinigte Staaten   | Vereinigtes Königreich |
| Gewicht                              | 25 t                  | 31 t                    | 34 t                 | 17 t                   |
| Länge über alles                     | 7,02 m                | 6,60 m                  | 6,22 m               | 6,33 m                 |
| Breite                               | 2,88 m                | 3 m                     | 2,62 m               | 2,63 m                 |
| Besatzung                            | 5                     | 4                       | 5                    | 3                      |
| Baujahr (alle Ausf.)                 | 1937–1945             | 1940–1945               | 1942–1945            | 1940–1944              |
| Ausstoßzahlen (alle Ausf.)           | 8.500                 | 34.000 (T-34/76)        | 50.000               | 8.200                  |
| Bewaffnung und Panzerung             |                       |                         |                      |                        |
| Hauptbewaffnung:                     | 7,5-cm-KwK 40 L/48    | 76,2-mm L/41,5 F-34     | 75-mm L/37,5 M3      | 57-mm L/50 6-Pfünder   |
| Mündungsgeschwindigkeit              | 790 m/s               | 660 m/s                 | 620 m/s              | 890 m/s                |
| Durchschlagleistung 500 m/60°        | 96 mm                 | 60 mm                   | 60 mm                | 76 mm                  |
| Wannenpanzerung Front/Seite          | 80 mm/30 mm           | 45 mm/45 mm             | 51 mm/38 mm          | 60 mm/30 mm            |
| Turmpanzerung Front/Seite            | 50–80 mm/30 mm        | 70 mm/45–52 mm          | 76 mm/51 mm          | 65 mm/30 mm            |
| Motorisierung und Mobilität          |                       |                         |                      |                        |
| Motortyp                             | 12-Zylinder-Ottomotor | 12-Zylinder-Dieselmotor | 8-Zylinder-Ottomotor | 6-Zylinder-Dieselmotor |
| Leistung                             | 300 PS                | 500 PS                  | 500 PS               | 175 PS                 |
| Gewichtsbezogene Leistung            | 12 PS/t               | 16,2 PS/t               | 14,8 PS/t            | 10 PS/t                |
| Höchstgeschwindigkeit                | 40 km/h               | 54 km/h                 | 42 km/h              | 25 km/h                |
| Reichweite (Straße)                  | 200 km                | 465 km                  | 210 km               | 225 km                 |

### Verwendung in anderen Armeen

#### Verwendung in der Roten Armee
Wie der Panzerkampfwagen III fand auch der Panzer IV Verwendung in der Roten Armee, wo er die Bezeichnung T-4 erhielt. Die erbeuteten Fahrzeuge wurden hauptsächlich 1942 und 1943 eingesetzt. So besaß die Westfront im August 1942 in zwei selbstständigen Panzerbataillonen insgesamt 50 ehemals deutsche Panzer, darunter sieben Panzerkampfwagen IV. Ein Jahr später belief sich der Bestand auf elf Panzer IV. Auch in der Nordkaukasusfront kamen solche Fahrzeuge zum Einsatz, darunter auch in Angriffsoperationen. In den letzten zwei Kriegsjahren änderte sich die Einsatzverwendung. Die erbeuteten Panzer IV wurden jetzt zu Infiltrationszwecken genutzt, indem sie mit Hoheitskennzeichen der Wehrmacht die deutschen Truppen täuschen sollten. Der Kommandeur der 4. Panzerarmee, Generaloberst Leljuschenko, berichtete, dass der Panzer IV hierfür besser geeignet war als der Panther.
R. N. Ulanow, Testfahrer von diversen sowjetischen, deutschen und alliierten Panzern in Kubinka schilderte in seinen Erfahrungsberichten, dass der Panzerkampfwagen IV leicht zu fahren war, ein komfortables Platzangebot hatte und im Vergleich zum T-34 insgesamt leiser war. Negativ wurden der hohe Benzinverbrauch, die Wärme- und Geräuschentwicklung des neben dem Fahrer befindlichen Getriebes und die stark eingeschränkte Möglichkeit des Notausstieges der Besatzung aufgrund der Seitenschürzen bewertet.

#### Verwendung in weiteren Armeen

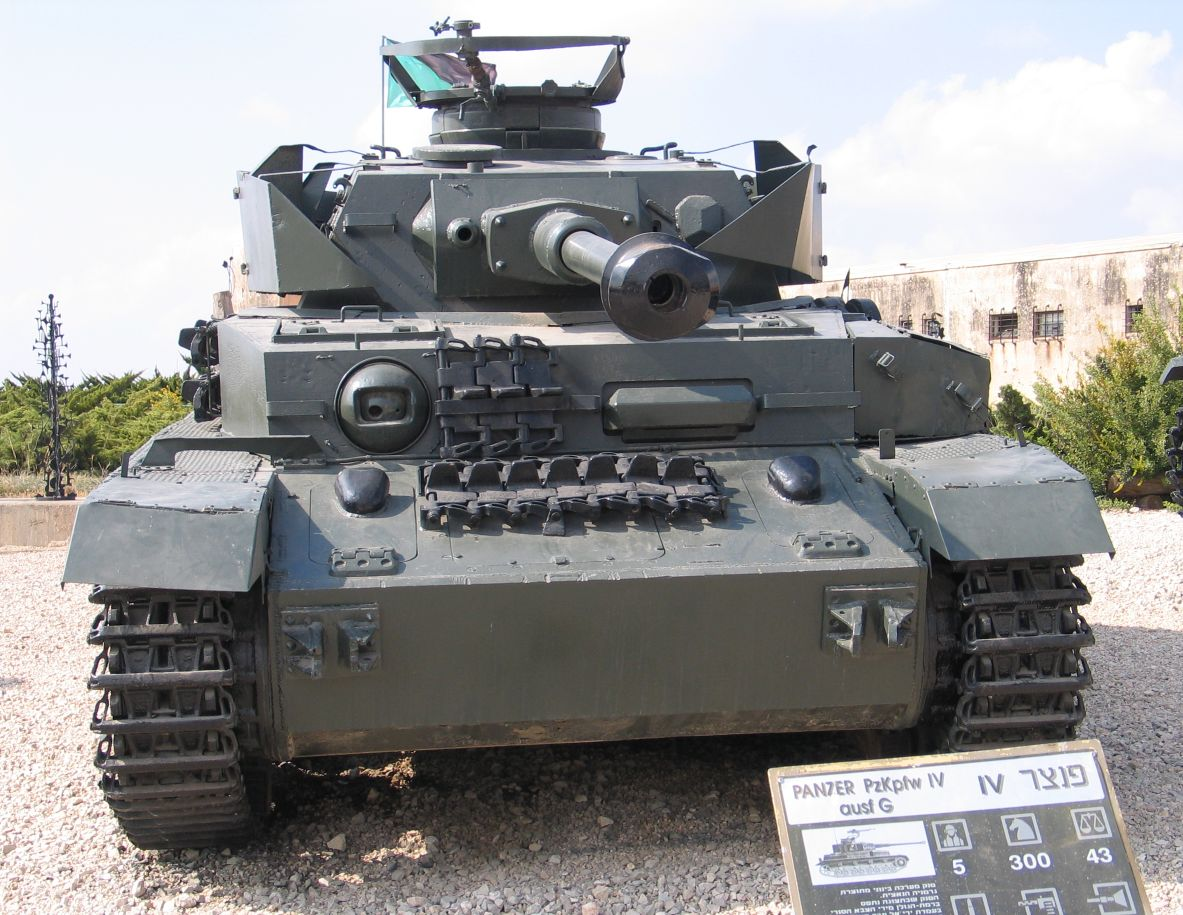
Von Israel im Sechstagekrieg 1967 erbeuteter Panzer IV der syrischen Armee

Das verbündete Ungarn erhielt 1942 insgesamt 32 Panzer IV mit der kurzen Kanone und zum Kriegsende noch einige neue Modelle. 1943 erhielt Bulgarien 88 Fahrzeuge, von denen ein Teil noch viele Jahre als eingegrabene Bunker an der bulgarisch-türkischen Grenze verwendet wurden. Im gleichen Zeitraum wie Bulgarien erhielt auch Rumänien eine ähnliche Anzahl von Panzern IV, von denen einige nach dem Regierungswechsel und der Kriegserklärung an Deutschland gegen Einheiten der Wehrmacht eingesetzt wurden.
Die Türkei erhielt 1943 sechs fabrikneue Fahrzeuge. Auch Kroatien erhielt einige der letzten Ausführungen. Im Jahre 1944 kaufte Finnland 18 Panzerkampfwagen IV, die aber für den Kriegseinsatz zu spät zur Auslieferung kamen. Die letzten Fahrzeuge wurden 1962 von der finnischen Armee ausgemustert. Ein Exemplar diente noch bis 2014 als Hartziel, danach wurde es als Schrott für 213.000 Euro an einen Sammler verkauft. Ebenfalls 1944 erhielt Spanien eine größere Anzahl Panzer IV, die noch bis in die 1950er Jahre genutzt wurden. Syrien und Jordanien erhielten nach dem Zweiten Weltkrieg aus unterschiedlichen Ländern einige Panzer IV Ausführung G, J und H und setzten diese auch noch im Sechstagekrieg ein, wo sie entweder von der israelischen Armee zerstört oder erbeutet wurden.

## Varianten

### Abwandlungen

#### Tauchpanzer IV
Analog zum auf den Panzer III basierenden Tauchpanzer III wurde auch der Panzer IV durch die gleichen Umrüstmaßnahmen tauchfähig gemacht, um an der Invasion Englands teilnehmen zu können. Im August 1940 standen 42 Tauchpanzer IV bereit. Nachdem dieser Plan verworfen worden war, nahmen sie zusammen mit den 168 umgerüsteten Panzern III am Russlandfeldzug teil, indem sie am ersten Tag des Unternehmens den Fluss Bug durchquerten.

#### Panzerbefehlswagen IV
Ab Frühjahr 1944 kam es zu einer kleinen Serie des Panzerbefehlswagen IV. Sie waren bewaffnet wie der normale Panzerkampfwagen IV, verfügten jedoch über eine erweiterte Funkausrüstung und zusätzliche Antennen. Der Ladeschütze fungierte dabei als zweiter Funker. Bis Juli wurden 88 Stück aus instandgesetzten Fahrzeugen umgerüstet, während im Herbst weitere siebzehn aus der laufenden Produktion der Ausführung J entnommen wurden.

#### Panzerbeobachtungswagen IV
Für die Panzerartillerieregimenter wurde der Panzerbeobachtungswagen IV konzipiert, der ebenfalls wie die ursprünglichen Panzerkampfwagen IV bewaffnet war. Statt der normalen Antenne hatte das Fahrzeug am Heck eine Sternantenne und eine zusätzliche Antenne auf dem Turmdach. Dem Kommandanten stand ein ausfahrbares Periskop zur Verfügung. Von Herbst 1944 bis Frühjahr 1945 wurden an die Truppe 133 Stück ausgeliefert, allesamt Umrüstungen von Fahrzeugen der Ausf. J.

### Verwendung des Panzer-IV-Fahrgestells
Das bewährte und in großer Anzahl verfügbare Fahrgestell diente als Grundlage für eine Vielzahl von Waffenträgern und Selbstfahrlafetten. Auch in dieser Verwendung war das Chassis das meistgenutzte Fahrgestell der deutschen Wehrmacht.

#### Sturmpanzer IV

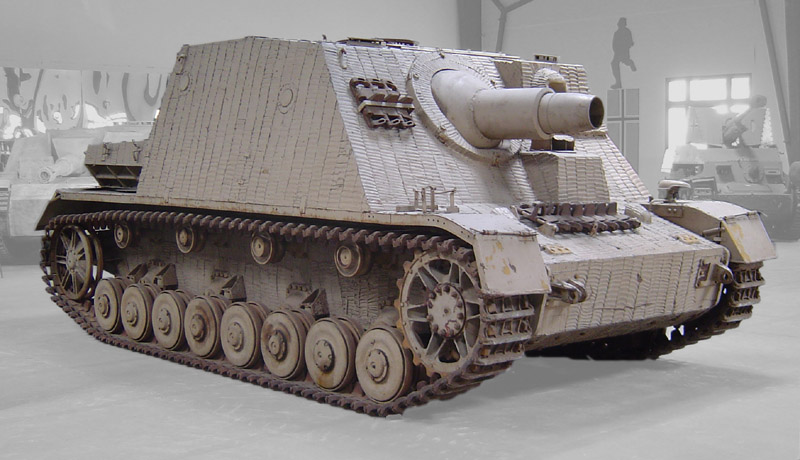
Sturmpanzer Brummbär

Beim „Sturmpanzer IV“ handelte es sich um einen stark gepanzerten Sturmpanzer, der mit dem 15-cm-schweren Infanteriegeschütz 33 bewaffnet war. Das ab 1943 verwendete Fahrzeug wurde eingeführt, da sich die bisherigen Sturmgeschütze immer mehr zu Jagdpanzern entwickelten und die Infanterie nun als Ersatz eine unter Panzerschutz stehende großkalibrige Begleitwaffe forderte. Die 15-cm-Granaten des eingebauten StuH 43 erzielten eine große Spreng- und Splitterwirkung. Das vorne 100 mm und seitlich 50 mm stark gepanzerte Fahrzeug war zwar mit 28 Tonnen überlastet, bewährte sich jedoch an der Front und war auch für Straßenkämpfe gut geeignet.

#### Sturmgeschütz IV
Wie auch das Sturmgeschütz III war das StuG IV ein turmloses Fahrzeug mit einer in einem Aufbau eingebetteten langen 7,5-cm-Kanone. Mit nur einem Zehntel der Stückzahlen des StuG III erreichte es bei weitem nicht dessen Bedeutung. Das organisatorisch der Artillerietruppe unterstellte Fahrzeug stand ab Anfang 1944 bei den Sturmgeschützabteilungen im Einsatz und diente in einzelnen Panzerregimentern auch als Ersatz für fehlende Kampfpanzer.

#### Jagdpanzer IV

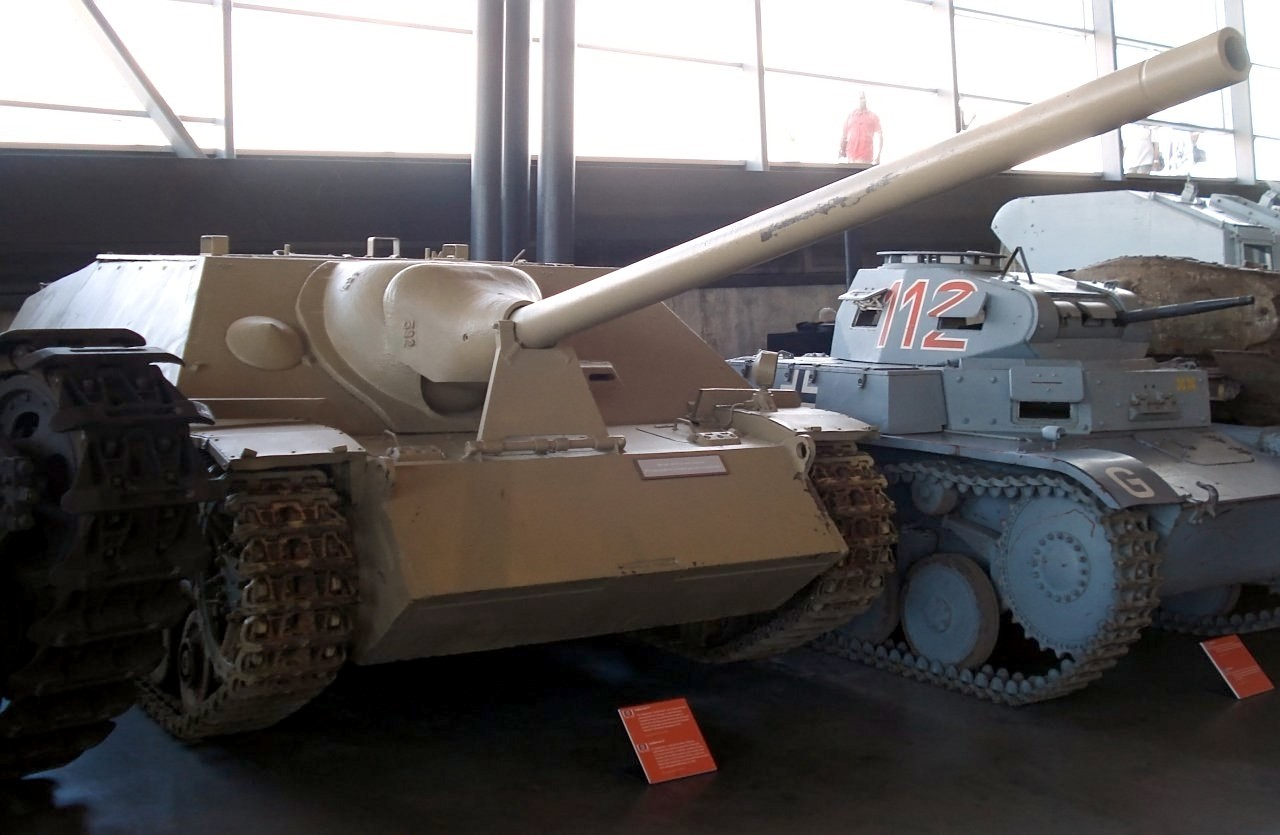
Jagdpanzer IV (70)

Bei dem ab Januar 1944 von VOMAG produzierten Jagdpanzer IV handelte es sich um einen Panzerjäger, der mit der langen 7,5-cm-Kanone mit 48 Kaliberlängen bewaffnet war. Ab August 1944 gab es von VOMAG und in geringerer Stückzahl von Alkett eine überarbeitete Version mit einer leicht abgewandelten Form der überlangen 7,5-cm-Kanone mit 70 Kaliberlängen aus dem Panther. Im Gegensatz zum Panzerkampfwagen IV hatten die Fahrzeuge von VOMAG eine nach allen Seiten vorteilhaftere abgeschrägte Panzerung. Obwohl vor allem bei den Fahrzeugen mit der überlangen Kanone die Buglastigkeit eine eingeschränkte Lenkbarkeit im Gelände zur Folge hatte, galten die Jagdpanzer IV aufgrund ihrer niedrigen Feuerhöhe, ihrer starken Frontpanzerung und ihrer beträchtlichen Feuerkraft als äußerst wirkungsvolle Panzerjäger.

#### Panzerjäger Hornisse/Nashorn

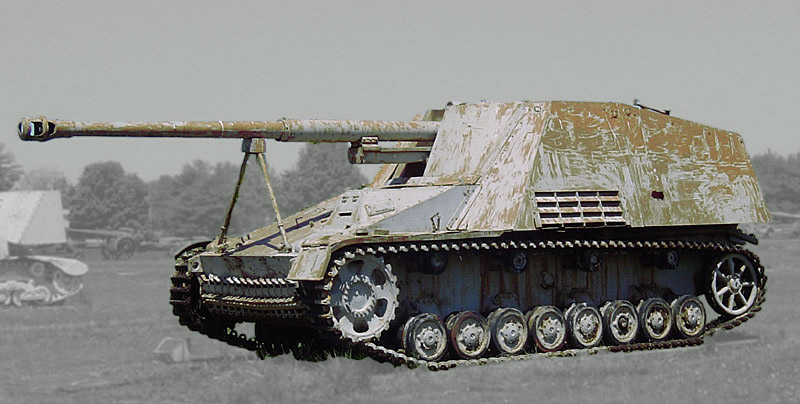
Panzerjäger Nashorn

Bei dem ab 1943 im Einsatz stehenden Panzerjäger mit dem Suggestivnamen „Hornisse“ (ab 1944 „Nashorn“) handelte es sich um eine Selbstfahrlafette, auf der die langrohrige 8,8-cm-PaK 43 in einem leichten und nach hinten und oben offenen Aufbau aufgesetzt war. Als Chassis diente der Geschützwagen (GW) III/IV, der aus dem Fahrgestell des Panzers IV und beim Antriebsstrang aus Bauteilen des Panzers III bestand. Beim GW wurde der Motor nach vorne verlegt und direkt hinter dem Getriebe eingebaut, wodurch ein großzügiger Kampfraum im Heck entstand. Die den Schweren Panzerjäger-Abteilungen zugeteilten Panzerjäger leisteten zwar aufgrund ihrer überlegenen Waffe einen wertvollen Beitrag bei der Panzerabwehr, galten aber aufgrund ihres offenen Kampfraumes und ihrer unzulänglichen Panzerung nur als Übergangslösung bis zum Jagdpanther.

#### Panzerhaubitze Hummel
Das Fahrgestell der Panzerhaubitze Hummel war ebenfalls ein Geschützwagen III/IV, auf dem eine 150-mm-Haubitze in einem leicht gepanzerten und oben offenen Aufbau installiert war. Die dem Panzerartillerieregiment einer Panzerdivision unterstellte Haubitze kam im Mai 1943 an die Front. Obwohl sie nur ein eingeschränktes Seitenrichtfeld und eine geringe Munitionsausstattung von 18 Granaten hatte, bewährte sich die Panzerhaubitze an der Front.

#### Flakpanzer IV

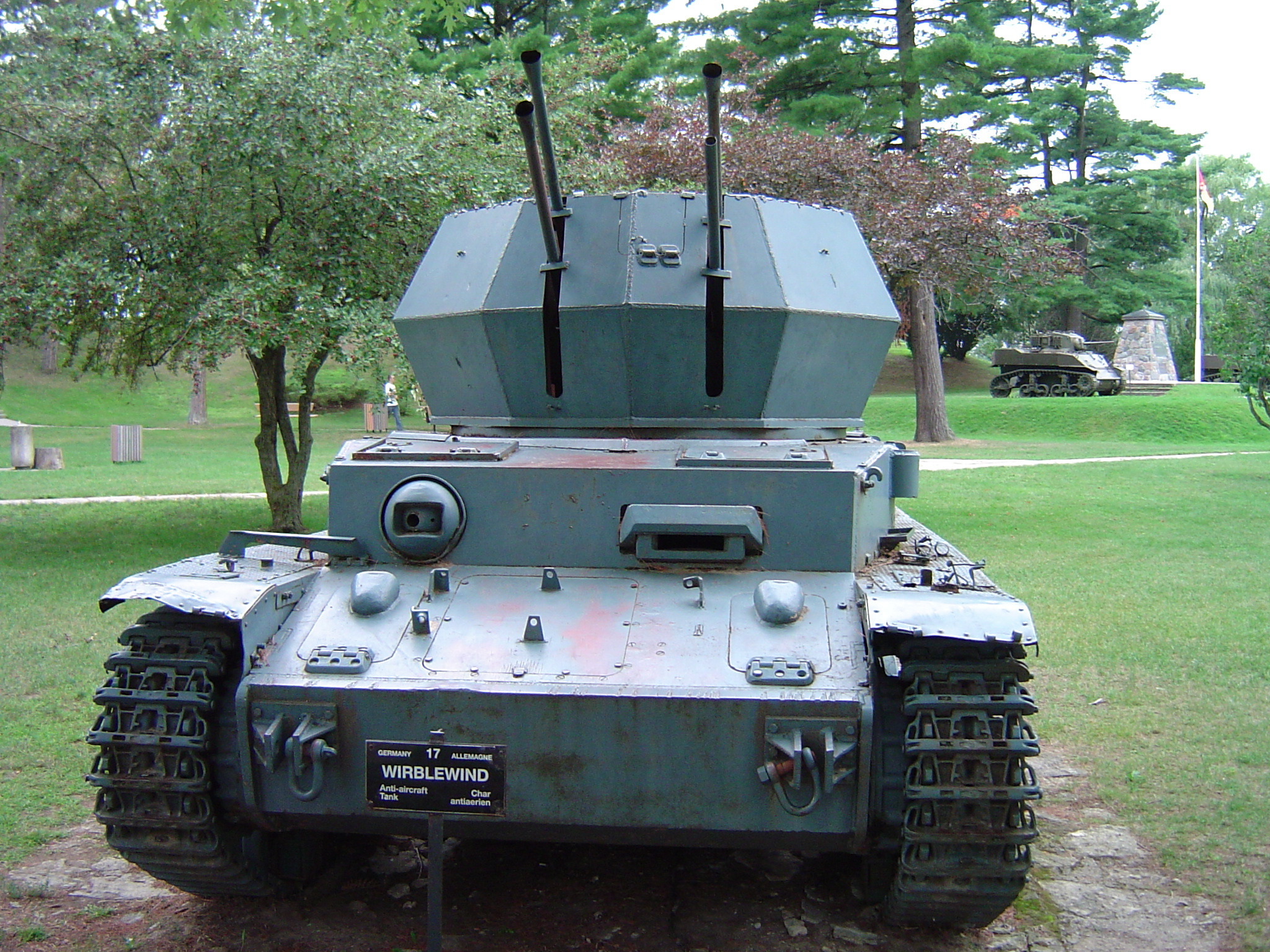
Wirbelwind mit 2-cm-Flakvierling

Die starke alliierte Luftüberlegenheit, die eine Bewegung der Panzerverbände bei Tage immer schwieriger machte, führte ab 1943 zur Planung und ab 1944 zum Bau von Selbstfahrlafetten mit dem Fahrgestell des Panzerkampfwagens IV, auf dem Flugabwehrkanonen montiert wurden. Die Flakpanzer, die den Panzerverbänden direkt folgen sollten, galten aufgrund ihres oben offenen Kampfraumes und ihrer teils erst abzuklappenden Seitenwände als Provisorium. Vom Flakpanzer IV gab es insgesamt drei Serienmodelle und einen Prototyp:
- Möbelwagen: Flakpanzer mit abklappbarem und oben offenem Aufbau und der 3,7-cm-FlaK 43
- Wirbelwind: rundum gepanzerter, aber oben offener Turm mit 2-cm-Flak-Vierling 38
- Ostwind: ähnlicher Turm wie Wirbelwind, aber mit einzelner 3,7-cm-Flak bewaffnet
- Kugelblitz: moderner Prototyp eines Flakpanzers mit geschlossenem Turm und zwei 3-cm-Flak MK 103

#### Brückenlegepanzer IV

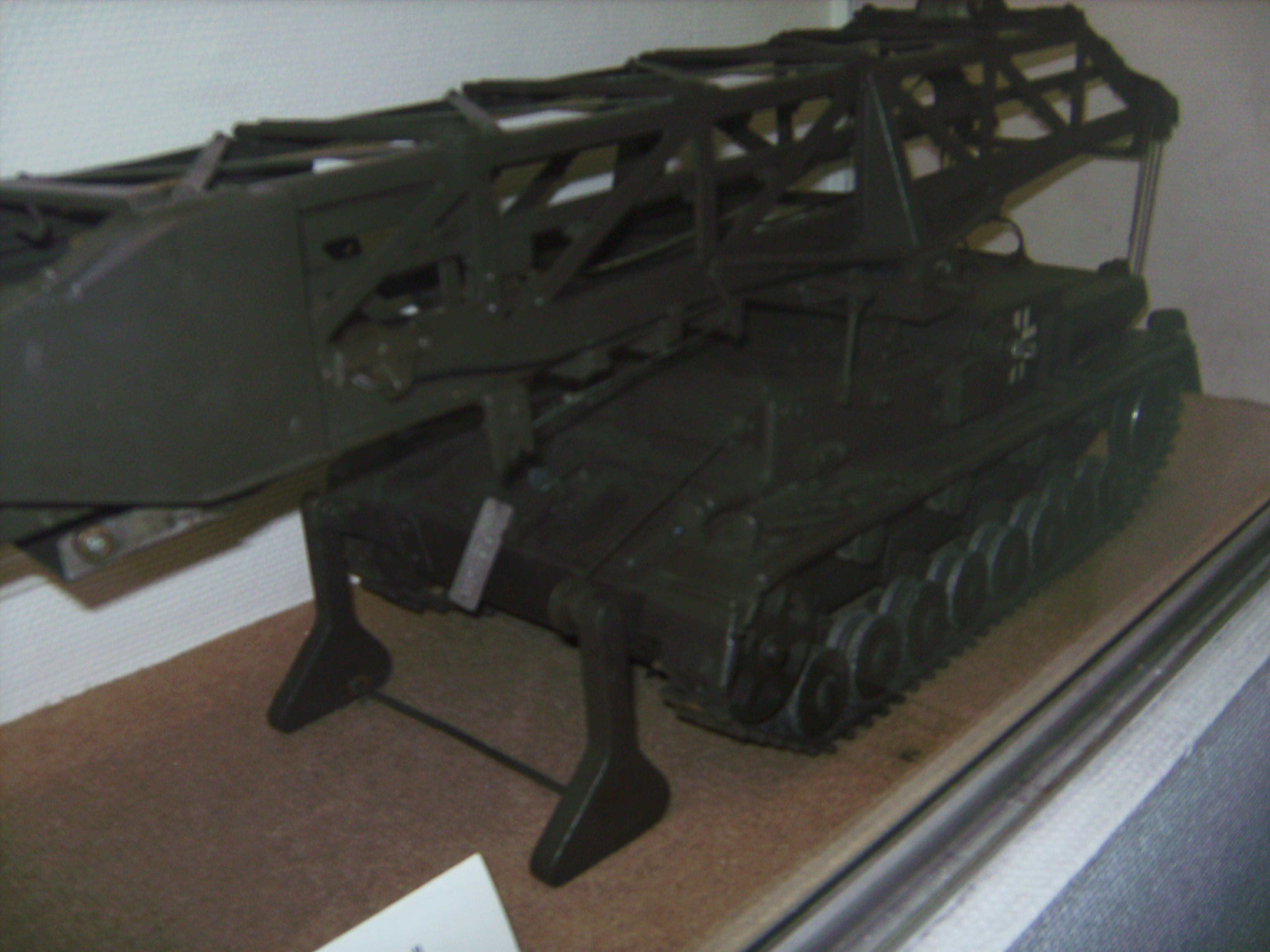
Stegpanzer IV als Modell in der WTS

Bereits im Jahre 1939 gab das Heereswaffenamt 50 Brückenlegefahrzeuge in Auftrag, an deren Herstellung sich Krupp und Magirus beteiligten. Die ersten Brückenlegepanzer IV erhielt im März 1940 die 1. Panzer-Division. Bis Mai standen 20 Brückenlegepanzer mit ausgebildetem Personal zur Verfügung. Es war vorgesehen, die 1. bis 5. Panzer-Division damit auszurüsten, wobei jede Division drei Fahrzeuge erhalten sollte. Die Fahrzeuge gab es in zwei Ausführungen: die Krupp-Variante konnte mit einem 9 m langen Brückenteil Geländeeinschnitte überbrücken, während die Magirus-Variante zum Überwinden von Hindernissen gedacht war. Dazu setzte ein Fahrzeug seine Brücke ab, die am vorderen Ende durch Pfeiler hoch aufgestützt war. Danach kam ein zweites Fahrzeug und legte das nun wieder nach unten zeigende Brückenteil ab, womit Hindernisse – wie zum Beispiel eine Panzersperre – überfahren werden konnten. Nachdem Ende Mai weitere 60 Brückenleger zusätzlich zu den 20 bestehenden bestellt worden waren, wurde dieser Auftrag bereits einen Monat später storniert, da die Fahrgestelle zur Produktionssteigerung des ursprünglichen Panzerkampfwagens verwendet werden sollten. Versuche, die Brückenteile mit LKWs zu verladen, verliefen unbefriedigend, so dass 1941 der Brückenlegezug der Panzerpionierkompanien aufgelöst wurde, da keine entsprechenden Fahrzeuge zur weiteren Anschaffung bereitstanden. Des Weiteren stellte Magirus zwei „Infanterie-Sturmstege“ her. Dabei war auf dem Fahrgestell des Panzers IV eine lange, ausziehbare und schwenkbare Drehleiter installiert, die ähnlich wie eine Feuerwehrdrehleiter über Hindernisse gelegt wurde. Zwei dieser Fahrzeuge wurden gebaut, die in Frankreich und schließlich in der Sowjetunion eingesetzt wurden.

#### Munitionsträger für Karl-Gerät

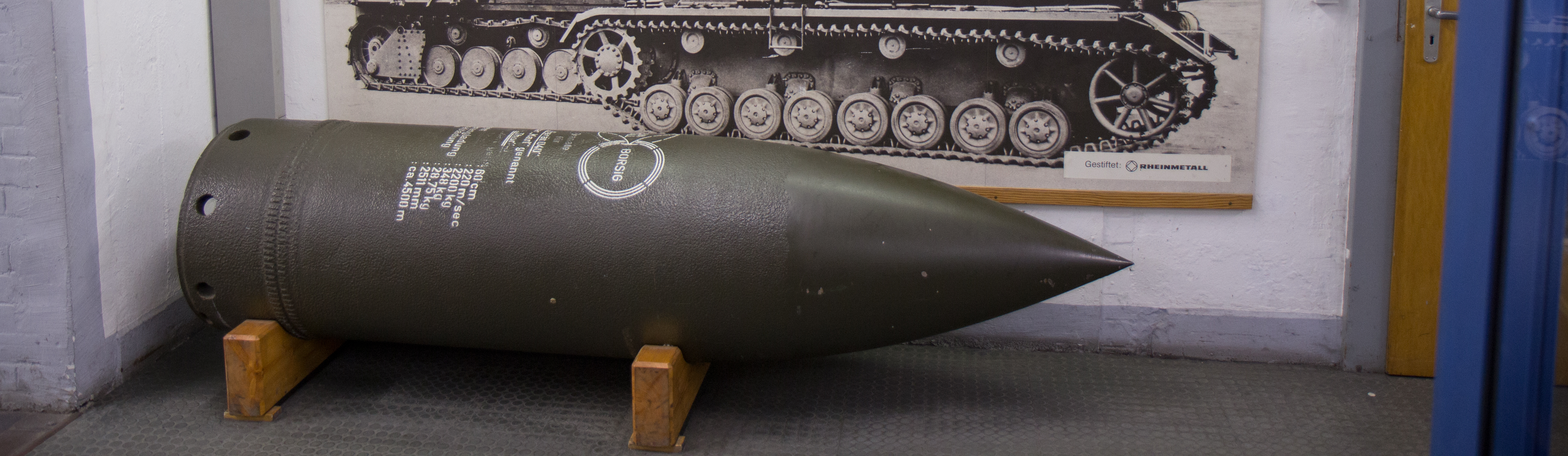
Drei dieser 60-cm-Granaten konnte der im Hintergrund zu sehende Munitionsträger mitführen

Im Jahre 1941 wurde eine Spezialausführung des Panzer-IV-Fahrgestelles als Munitionsfahrzeug für den überschweren Mörser Karl ausgeliefert. Je zwei dieser Munitionsschlepper sollten einen Mörser begleiten. Die Fahrzeuge hatten einen Aufbau, in dem drei der 2,2 t wiegenden 60-cm-Granaten mitgeführt wurden. Mit einem fest eingebauten benzin-elektrischen 2,5-t-Kran konnten die Granaten direkt zum Mörser befördert werden.

#### Bergepanzer IV
Im Herbst 1944 wurden 36 Bergepanzer IV an die Truppe ausgeliefert, die aus Umbauten von aus der Instandsetzung entnommenen Panzerkampfwagen IV entstanden waren. Auf dem Fahrgestell befand sich ein kleiner Kran.

#### Panzerfähre
Im Frühsommer 1942 wurden von Klöckner-Humboldt-Deutz zwei Panzerfähren hergestellt, bei denen das Fahrgestell des Panzers IV mit einem Wasserantrieb versehen wurde. Zusätzlich erhielt es einen großen pontonartigen Auftriebskörper, der das Fahrzeug schwimmfähig machte. Die Panzerfähren sollten entweder einen – von Kässbohrer hergestellten – schwimmfähigen Anhänger hinter sich herziehen oder zwischen sich eine kleine Brücke einhängen, auf der Panzer bis zu einem Gewicht von 24 t über Gewässer transportiert werden konnten. Zu einer weiteren Fertigung kam es nicht, da aufgrund der ansteigenden Gefechtsgewichte der Panzer die Betriebssicherheit dieser Tandemfähre nicht mehr gewährleistet werden konnte.

### Prototypen auf Panzer-IV-Fahrgestell

#### Panzerjäger 10,5 cm K18 auf Selbstfahrlafette

Panzerjäger mit Kanone K18

Im Frühjahr 1941 wurden von Krupp zwei Prototypen einer Panzerjäger-Selbstfahrlafette hergestellt, die mit der Schweren 10,5-cm-Kanone 18 bewaffnet waren. Die offizielle Bezeichnung lautete „10,5 cm K 18 auf Panzer-Selbstfahrlafette IVa“, im Soldatenjargon wurden sie aber auch „Dicker Max“ genannt. Die Projektierung der Fahrzeuge erfolgte unter dem Gesichtspunkt der Bunkerbekämpfung und der Abwehr von vermuteten schweren Panzern der Alliierten. Auf der Wanne des Panzers IV befand sich ein vorne ausreichend und seitlich leicht gepanzerter Aufbau, der im hinteren Bereich oben offen war. Nachdem die Fahrzeuge für den Westfeldzug zu spät kamen, sollten sie bei dem geplanten Angriff auf Gibraltar eingesetzt werden. Nachdem dieses Unternehmen abgesagt worden war, nahmen sie bei der 3. Panzer-Division am Russlandfeldzug teil. Die von der Artillerietruppe stammende und leicht modifizierte K 18 war eine enorm durchschlagskräftige Waffe, die jeden sowjetischen Panzer auch auf große Entfernung zerstören konnte. Im Einsatz wurde eines der Fahrzeuge durch Selbstzündung der Munition zerstört, das andere im Herbst 1941 nach Deutschland zurückgeführt. Zu einer Serienproduktion kam es nicht, da man sich stattdessen für die Herstellung des Panzerjägers Nashorn entschied.

#### Panzerselbstfahrlafette IVb

Prototyp einer Panzerhaubitze auf verkürztem Fahrgestell

Vom Unternehmen Krupp wurden erste Versuche mit einer Panzerhaubitze durchgeführt und Ende 1942 acht Prototypen einer Selbstfahrlafette hergestellt. Als Fahrgestell wurde ein um zwei Laufrollen verkürztes Laufwerk des Panzerkampfwagens IV verwendet. Die Bewaffnung bestand aus der leichten 10,5-cm-Feldhaubitze leFH 18, die in einem oben offenen Kampfraum eingebaut war und deren Schussreichweite 10,5 km betrug. Das Geschütz hatte ein Richtfeld von jeweils 35° nach beiden Seiten und 40° nach oben. Mit einer Besatzung von fünf Mann, einem Munitionsvorrat von 60 Schuss, einer Frontpanzerung von 20 mm und einer Seitenpanzerung von 15 mm betrug das Gesamtgewicht 17 Tonnen. Anders als der Panzer IV war die Panzerhaubitze mit einem Sechs-Zylinder-Ottomotor von Maybach ausgerüstet, der 180 PS Leistung erbrachte. In der Serienproduktion sollte ein stärkerer Sechs-Zylinder-Motor mit 320 PS eingebaut werden. Die offizielle Bezeichnung lautete „leFH 18/1 (Sf) auf GW IVb“ (Sd.Kfz. 165/1). Die acht Panzerhaubitzen kamen im November 1942 zum Truppenversuch an die Ostfront. Da aufgrund des Kriegsverlaufes die Herstellung einer solchen Spezialkonstruktion nicht mehr zu vertreten war, beschloss man, ausschließlich bereits vorhandene Fahrgestelle zu nutzen, so dass die leichte Feldhaubitze stattdessen in die Panzerhaubitze Wespe eingebaut wurde. Die acht Prototypen wurden 1944 zu „Panzerjäger IVb (E 39)“ bezeichneten Panzerjägern umgebaut, wobei sie einen geschlossenen, vorne 80 mm und seitlich 30 mm stark gepanzerten Aufbau und als Waffe die 7,5-cm-Pak 39 L/48 erhielten.

#### Projekt Heuschrecke

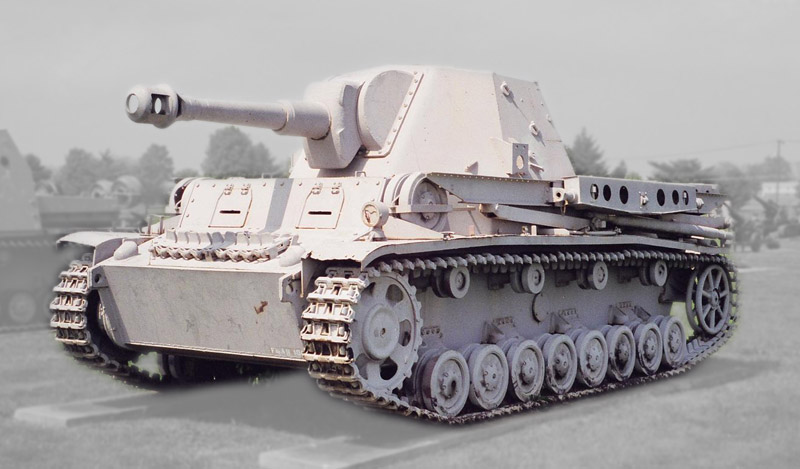
Krupp-Prototyp Heuschrecke

Im Projekt Heuschrecke sollten die wichtigsten Punkte, die vom Heereswaffenamt als festgelegte Anforderungen an die Panzerartillerie bestimmt worden waren, erfüllt werden. Neben der Absetzbarkeit des Geschützes gehörte dazu auch die Möglichkeit für Rundumfeuer mit größerer Rohrerhöhung. An der Entwicklung solcher Panzerhaubitzen unter dem Namen „Heuschrecke“ beteiligten sich Rheinmetall und Krupp, die Anfang 1943 ihre Vorschläge präsentierten. Beide Konzepte für die „Heuschrecke 10“ konnten nicht überzeugen.
Nach Beendigung des Projektes Panzerselbstfahrlafette IVb wurde am 28. Mai 1943 entschieden, bei Krupp ein Versuchsfahrzeug Heuschrecke IVb zu entwickeln, welches die Bewaffnung des vorherigen Projektes nutzte. Der Krupp-Prototyp besaß einen zu den Seiten hin relativ geschlossenen, nur nach oben hin offenen Drehturm mit abgeschrägten Seiten und einer Rundumpanzerung von 15 mm. Wie gefordert war der Turm mit Hilfe einer seitlich angebrachten Hebevorrichtung auf eine ebenfalls mitgeführte einfache Bettung abzulasten. Das Fahrzeug basierte auf dem zu dieser Zeit als Einheitsfahrgestell angedachten Geschützwagen III/IV und dem bis dahin im Projekt Heuschrecke entwickelten Aufbau. Die projektierte leichte Feldhaubitze 10,5-cm-leFH 43 sollte im Krupp-Fahrzeug verbaut werden können.
Alkett entwickelte auf Basis eines Hummel-Fahrgestell einen Gegenentwurf, der die Forderung des Heereswaffenamtes konsequent aufnahm. Während das Fahrgestell und der Aufbau vergleichbar mit dem Krupp-Entwurf der Heuschrecke IVb waren, wurde ein Turm geschaffen, der in der Lage war, die leichte Feldhaubitze 18/40 in ungeänderter Form aufzunehmen.
Hierzu wurde die Haubitze in eine Drehbettung am Turmboden gesetzt. Die Forderung der Ablastbarkeit, wurde mit einem 2-ton Behelfskran erreicht. Die Räder und die Lafettenholme wurden für die Montage im Fahrzeug vom normalen Geschütz entfernt und am Fahrzeug mitgeführt. Auch war der Turm wesentlich offener als beim Krupp-Entwurf und wirkte weniger wie ein Panzerturm.

In beiden Fällen hatte die Waffe ein Seitenrichtfeld von 360 Grad und nach Absetzen der Waffe konnten die Fahrgestelle als Munitionsschlepper oder für andere Versorgungsaufgaben verwendet werden. Zu einem Serienbau kam es nicht, da keine Kapazitäten für die Produktion solcher Spezialfahrzeuge für die Panzerartillerie vorhanden waren.

#### Einheitsfahrgestell III/IV
Im Sommer 1944 sah das „Vorläufige Richtwertprogramm IV“ noch eine zahlreiche Verwendung des Geschützwagens III/IV vor, der nach leichten Modifikationen als Einheitsfahrgestell in Großserie gehen sollte. Folgende Projekte waren ab Frühjahr 1945 vorgesehen: Sturmgeschütz III/IV mit 7,5-cm-Kanone L/70 (800 Stück/Monat), Sturmhaubitze III/IV mit 10,5-cm-Haubitze (125 Stück/Monat), Sturmpanzer III/IV (20 Stück/Monat), schwere Panzerhaubitze (25 Stück/Monat), leichte Panzerhaubitze (45 Stück/Monat) und Flakpanzer III/IV Kugelblitz (30 Stück/Monat). Der Kriegsverlauf machte alle Planungen obsolet.

##### Panzer IV mit hydrostatischem Antrieb

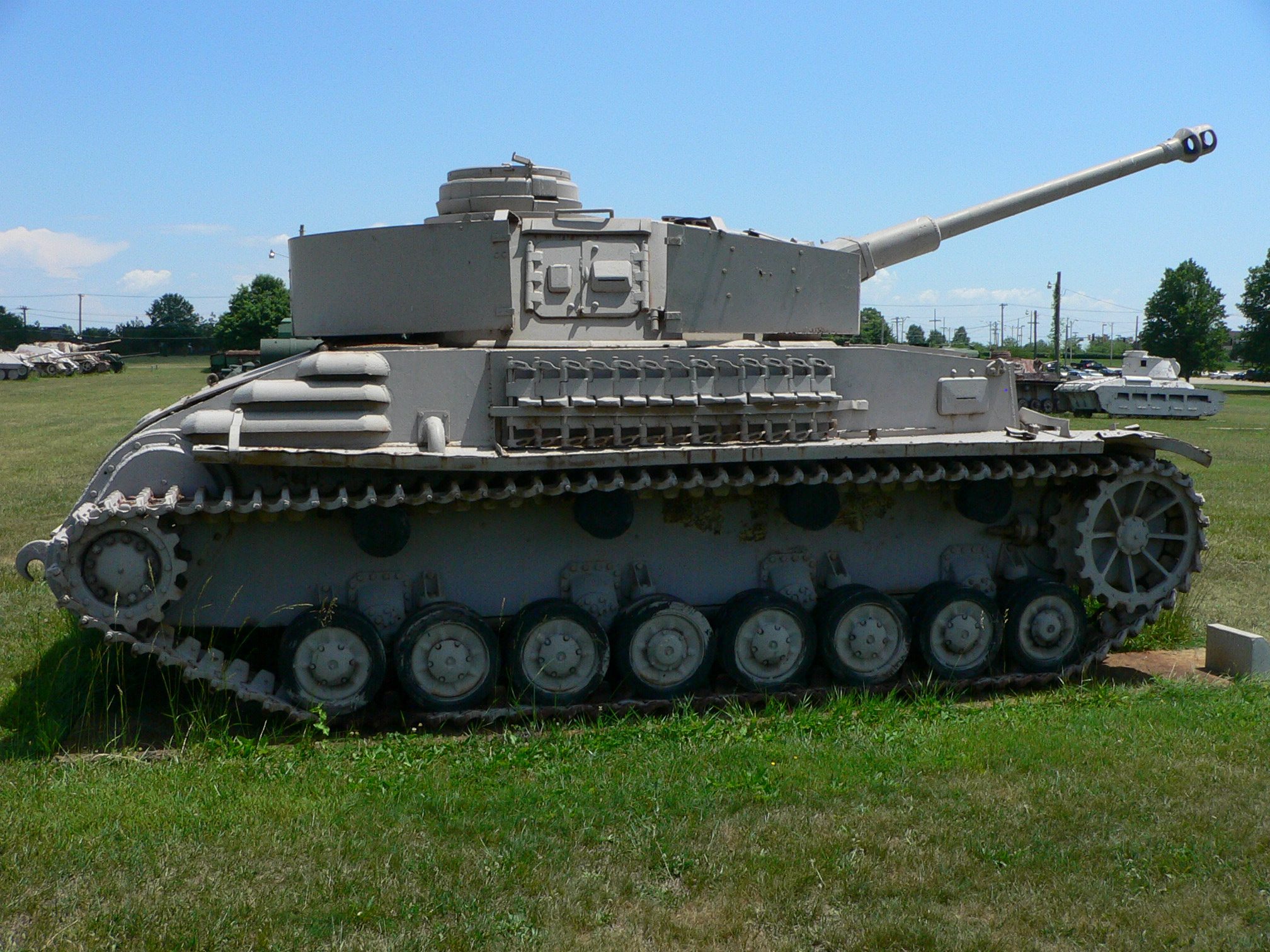
Der einzige Prototyp mit hydrostatischem Antrieb

Im Jahre 1944 wurde im Augsburger Werk von ZF ein Prototyp mit einem ungewöhnlichen Antriebskonzept hergestellt. Ein Panzer der Ausführung H erhielt statt des normalen Getriebes einen Flüssigkeitsantrieb. Dabei waren hinter dem normalen Verbrennungsmotor zwei Ölpumpen angebracht, die ihrerseits zwei Ölmotoren antrieben. Ein Taumelscheibenantrieb leitete die Kraft über ein Untersetzungsgetriebe an die hintenliegenden Antriebsräder weiter. Gleichzeitig wurde auch das Turmschwenkwerk hydraulisch betrieben. Statt der zwei Lenkhebel stand dem Fahrer ein sichelförmiges Lenkrad zur Verfügung, mit dessen Lenkbewegungen zwei Steuerzylinder betätigt wurden, die ihrerseits das Volumen der Ölpumpen regulierten und somit die anliegende Kraft an den zwei Antriebsrädern regelten. Der einzige gebaute Prototyp kam nicht zum Einsatz und wurde nach dem Krieg nach Amerika verschifft, um dort Fahrversuchen unterzogen zu werden. Diese mussten aufgrund fehlender Ersatzteile schließlich eingestellt werden. Fahrberichte liegen nicht vor. Das Fahrzeug steht heute in einem Museum der US-Army in Maryland.

## Technik

### Technische Beschreibung
Die Grundkonstruktion des Panzers IV bestand wie bei seinen Vorgängern I bis III aus einer Wanne, einem auf der Wanne aufgeschweißten Panzerkastenoberteil und einem Turm. Da bei jeder Heimat-Instandsetzung die Fahrzeuge jeweils auf den aktuellen Stand modernisiert wurden, ist eine zweifelsfreie Identifizierung und eine für alle Modelle gleich geltende Beschreibung nicht möglich.

#### Turm und Bewaffnung

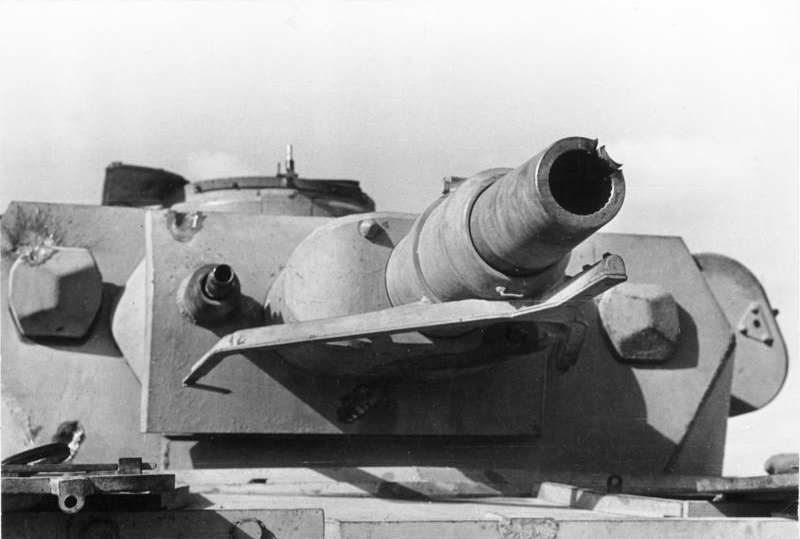
Nahaufnahme eines leicht beschädigten Turmes. Von den zwei – derzeit geschlossenen – Sichtöffnungen entfiel bei späteren Ausführungen die rechte

Anders als beim Panzer III hatte der Panzer IV einen Turmboden, der mit Tragarmen am Turmring befestigt war und sich mit dem Turm bewegte. Wie bei fast allen deutschen Panzerkampfwagen saß der Ladeschütze rechts und der Richtschütze links von der Hauptwaffe. Der Kommandant saß mittig im Turm hinter der Waffe und hatte eine eigene Kuppel mit Sehschlitzen zur Verfügung, die mit außenliegenden Stahlschiebern geschlossen werden konnten. Richt- und Ladeschütze hatten jeweils auf beiden Turmseiten eine zunächst einteilig und später zweiteilig ausgeführte Ausstiegsklappe, in der zusätzlich eine Sichtöffnung und eine Pistolenklappe integriert waren. Bei den ersten Ausführungen befand sich im Turmheck rechts und links eine MPi-Klappe zur Nahabwehr. In der Turmfront befand sich rechts und links je eine mit einer Schutzklappe abdeckbare Sichtöffnung, von der später die rechte entfiel. Der rundum drehbare Turm saß auf einem Schulter-Kugellagerring. Als einziger deutscher Panzerkampfwagen besaß der Panzer IV ein elektrisch angetriebenes Turmschwenkwerk, das über einen Druckschalter am Handrad gesteuert wurde. Die Energie lieferte ein Stromerzeugungsaggregat mit einem 11 kW starken Zweizylinder-Zweitaktmotor von DKW, so dass in einer festen Stellung der Hauptmotor nicht mitlaufen musste. Das Höhenrichten der Kanone erfolgte mit einem Handrad, wobei auch der Turm per Hand geschwenkt werden konnte. Dem Richtschützen stand ein Turmpositionsanzeiger zur Verfügung. Der Kommandant hatte eine ähnliche Anzeige in seiner Kuppel, so dass er mit dieser Skala dem Richtschützen die ungefähre Position eines von ihm gesichteten Zieles mitteilen konnte. Die Walzenblende diente der Aufnahme der Hauptwaffe mitsamt der Rohrwiege, dem Luftvorholer und der Rohrbremse sowie des MG 34. Die Öffnung des links neben der Kanone befindlichen Zielfernrohres war so klein, dass auf eine Schutzklappe verzichtet werden konnte. Die Munition für die Hauptwaffe wurde – größtenteils vertikal – an den Seitenwänden der Wanne, im hinteren Seitenbereich des Gefechtsstandes an der Motortrennwand und hinter dem Fahrer im Chassis untergebracht.
| Munition und Durchschlagsleistung der KwK |                                            |                                  |                            |
| Nomenklatur der Munition | 7,5 cm L/24                                | 7,5 cm L/43                      | 7,5 cm L/48                |
| Gewicht des Projektils | 6,8 kg (Panzergranate) 4,5 kg (Hohlladung) | 6,8 kg (Pzgr.) 3,2 kg (Pzgr. 40) | =                          |
| Mündungsgeschwindigkeit in m/s | 385 (Pzgr.) 450 (HL)                       | 740 (Pzgr.) 920 (Pzgr. 40)       | 790 (Pzgr.) 990 (Pzgr. 40) |
| Durchschlagsleistung der KwK in mm bei 60° Neigung der Panzerung (= 30° Auftreffwinkel) |                                            |                                  |                            |
| 100 Meter; mit Pzgr.: mit Pzgr. 40: | 41 100 (HL)                                | 98 126                           | 106 143                    |
| 500 Meter; mit Pzgr.: mit Pzgr. 40: | 38 100 (HL)                                | 90 108                           | 96 120                     |
| 1000 Meter; mit Pzgr.: mit Pzgr. 40: | 35 100 (HL)                                | 82 87                            | 85 97                      |
| Bei der Panzergranate 40 handelte es sich um ein Hartkerngeschoss aus Wolframcarbid, das aufgrund des Mangels an Wolfram nur in geringen Mengen oder oft gar nicht zur Verfügung stand. Im Frühjahr 1944 erfolgreich verlaufende Versuche mit Uranmunition mündeten aufgrund Materialmangels nicht in einer Massenherstellung. |                                            |                                  |                            |

#### Fahrer- und Funkerstand

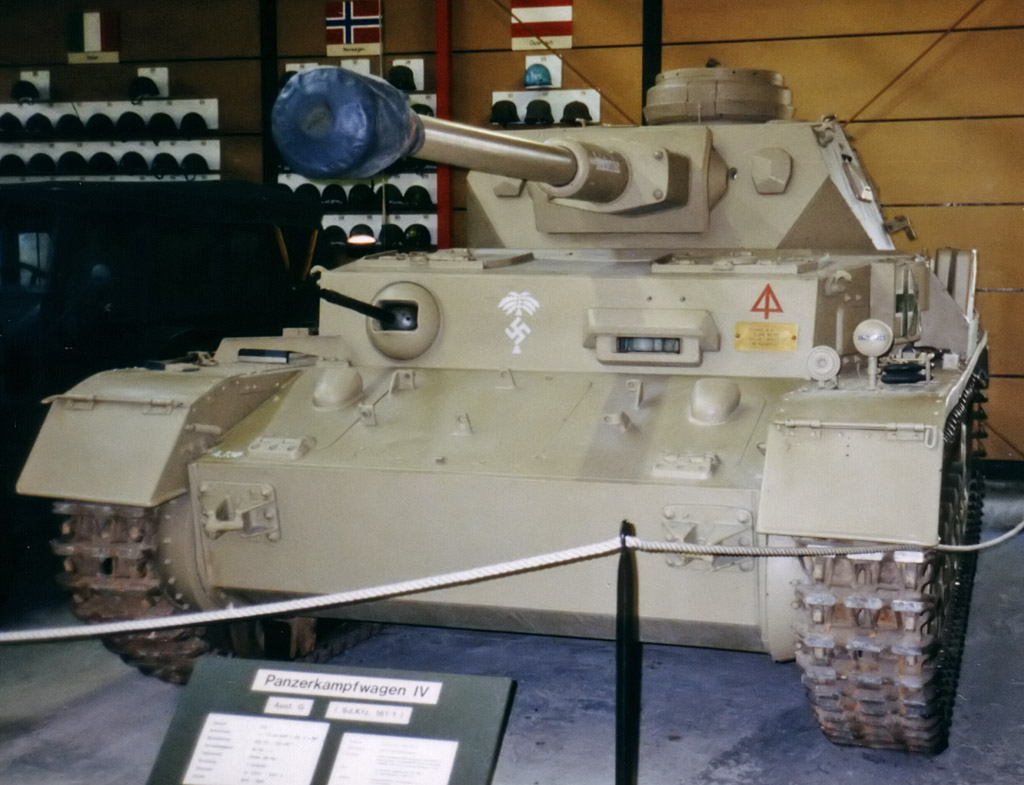
Gut zu sehender Glasbaustein des Fahrervisiers und die zwei Periskop-Ausblicklöcher oberhalb davon. Man beachte die minimale Öffnung des Turm-Zielfernrohres.

Der Fahrer saß vorn links und der Funker rechts, wobei sich zwischen beiden das Schaltgetriebe befand. Beiden Besatzungsmitgliedern stand eine eigene Einstiegsluke zur Verfügung. Der Fahrer orientierte sich nach vorn durch einen Sehschlitz mit einem schützenden Glasbaustein, der mit einem herunterklappbaren Panzerriegel abgedeckt werden konnte. In diesem Fall schaute der Fahrer durch ein Periskop, dessen Ausblicksöffnungen durch zwei Bohrlöcher oberhalb des Visiers gingen. Bei den Ausführungen A, D und E mit ihrem vorgezogenen Fahrererker konnte der Fahrer durch eine MPi-Klappe rechts von ihm nach vorn schießen. Zusätzlich hatte er auf der linken Seite eine Beobachtungsöffnung, die durch eine Außenklappe abgedeckt werden konnte. Eine gleiche Sichtöffnung befand sich auf der anderen Seite für den Funker. Dieser bediente neben dem Funkgerät das in einer Kugelpfanne befindliche Maschinengewehr. Unterhalb vor ihm hing ein Rahmen zur Aufnahme der zwei Umformer für den Sender und Empfänger und links von ihm oberhalb des Getriebes befand sich die eigentliche Funkanlage. Es handelte sich im Übrigen um fast die gleiche Funkausrüstung wie im Panzer III. Nur der Kommandant, der Fahrer und der Funker waren mit einem Kopfhörer und einem Kehlkopfmikrofon ausgestattet und damit an die Funkanlage angeschlossen, wobei diese nur durch den Funker allein bedient werden konnte. Die 2 m lange Stabantenne aus Hartkupferblech befand sich mittig an der rechten Wannenseite und konnte aus dem Inneren nach hinten auf eine Holzschiene oberhalb der rechten Kettenabdeckung in die Ruhestellung umgeklappt werden. In dieser Holzschiene befand sich auch noch eine Reserveantenne.

#### Motor und Kraftübertragung
Der ab der Ausführung B eingebaute wassergekühlte Zwölfzylinder-V-Motor von Maybach mit 220 kW (300 PS) Maximal- und 195 kW (265 PS) Dauerleistung befand sich im Heck des Panzers. Die Kühlluft wurde durch zwei an der rechten Fahrzeugseite angebrachte Lüfter von rechts eingesaugt und nach dem Durchströmen der Kühler an der linken Seite des Heckpanzer wieder abgeführt. Ähnlich wie beim Panzer III ging der Kraftfluss über eine Gelenkwelle unter dem Kampfraum zu einer trockenen Dreischeibenkupplung und von dort zum Sechsgang-Getriebe. Vom Getriebe aus verlief der Antrieb über einen Kegeltrieb zu dem Kupplungs-Lenkgetriebe, das den Kraftfluss über die außen an der Wanne angeflanschten Seitenvorgelege zu den Kettenantriebsrädern regulierte. Vorne auf der flachen Bugpanzerplatte befanden sich für das Lenkgetriebe zwei Wartungsklappen mit jeweils einer kleinen Entlüftungshutze der Lenkbremse. Die 1270 kg schwere Kette wurde mit dem hintenliegenden Leitrad gespannt. Die Tankkapazität betrug 470 Liter, die sich aus drei im Motorraum untergebrachten Tanks mit je 220 l, 140 l und 110 l zusammensetzten. Der Zusatztank für den Benzingenerator umfasste knapp 20 Liter. Auf dem am Wannenheck befindlichen Auspuff war noch ein Nebelkerzen-Wurfgerät installiert.

### Technische Daten
| Technische Daten der Ausführungen des Panzerkampfwagens IV |                                               |                                                |                          |                  |               |                               |
|                                                            | Ausf. B, C                                    | Ausf. D, E                                     | Ausf. F                  | Ausf. G          | Ausf. H       | Ausf. J                       |
| Allgemeine Eigenschaften                                   |                                               |                                                |                          |                  |               |                               |
| Gewicht                                                    | 17,7 t C = 18,5 t                             | 20 t E = 21 t                                  | 22,3 t F2 = 23,6 t       | 23,6 t           | 25 t          | =                             |
| Länge                                                      | 5,87 m                                        | 5,92 m                                         | 5,92 m (F2 = 6,63)       | 6,63 m           | 7,02 m        | =                             |
| Breite                                                     | 2,83 m                                        | 2,84 m                                         | 2,88 m                   | =                | =             | =                             |
| Höhe                                                       | 2,85 m                                        | 2,68 m                                         | =                        | =                | =             | =                             |
| Bewaffnung                                                 |                                               |                                                |                          |                  |               |                               |
| Hauptbewaffnung                                            | 7,5-cm-KwK 37                                 | 7,5-cm-KwK 37                                  | =                        | 7,5-cm-KwK 40    | 7,5-cm-KwK 40 | 7,5-cm-KwK 40                 |
| Kaliberlänge (KwK)                                         | L/24                                          | L/24                                           | L/24 (ab F2 = L/43)      | L/43             | L/48          | L/48                          |
| Rohrlänge (KwK)                                            | 1,80 m                                        | 1,80 m                                         | 1,80 m (ab F2 = 3,22 m)  | 3,22 m           | 3,60 m        | 3,60 m                        |
| Rohr-Lebensdauer                                           | 13.000 Schuss                                 | =                                              | 13.000 (ab F2=6000)      | 6.000 Schuss     | =             | =                             |
| Sekundärbewaffnung                                         | 1 × MG 34                                     | 2 × MG 34                                      | =                        | =                | =             | =                             |
| Munitionsvorrat                                            | KwK: 80 MG: 2700                              | = =                                            | KwK: 80 (F2=87) MG: 3150 | KwK: 87 MG: 3150 | =             | =                             |
| Panzerung                                                  |                                               |                                                |                          |                  |               |                               |
| Wanne Front                                                | 30 mm/80°                                     | 30 mm/80° (E = 30 + 30 mm)                     | 50 mm/80°                | =                | 80 mm/80°     | =                             |
| Wanne Seite                                                | 15 mm/90°                                     | 20 mm/90° (E = 20 + 20 mm)                     | 30 mm/90°                | =                | =             | =                             |
| Wanne Heck                                                 | 15 mm/80–90°                                  | 20 mm/80–90°                                   | =                        | =                | =             | =                             |
| Wanne Decke                                                | 10 mm                                         | =                                              | =                        | =                | =             | =                             |
| Wanne Boden                                                | 10 mm                                         | =                                              | =                        | =                | =             | =                             |
| Turmfront                                                  | 20 mm/80° (C = 30 mm)                         | 30 mm/80°                                      | 50 mm/80°                | =                | =             | =                             |
| Turmseite                                                  | 20 mm/65°                                     | =                                              | 30 mm/65°                | =                | =             | =                             |
| Turmheck                                                   | 20 mm/75°                                     | =                                              | 30 mm/75°                | =                | =             | =                             |
| Turmdecke                                                  | 10 mm                                         | =                                              | =                        | =                | 16–25 mm      | =                             |
| Beweglichkeit                                              |                                               |                                                |                          |                  |               |                               |
| Motor (Maybach)                                            | HL 120 TR 12-Zylinder-Ottomotor wassergekühlt | HL 120 TRM 12-Zylinder-Ottomotor wassergekühlt | =                        | =                | =             | =                             |
| Leistung bei min−1                                         | 300 PS (220 kW)/3000                          | =                                              | =                        | =                | =             | =                             |
| Hubraum                                                    | 11,87 L                                       | =                                              | =                        | =                | =             | =                             |
| Gänge (V/R)                                                | 6/1                                           | =                                              | =                        | =                | =             | =                             |
| Gewichtsbezogene Leistung                                  | 17 PS/t (C=16,2)                              | 15 PS/t (E=14,3)                               | 13,5 PS/t (F2=12,7)      | 12,7 PS/t        | 12 PS/t       | =                             |
| Höchstgeschwindigkeit                                      | 40 km/h                                       | =                                              | =                        | =                | =             | =                             |
| Kraftstoffvorrat                                           | 470 l                                         | =                                              | =                        | =                | =             | 680 l                         |
| Reichweite                                                 | 200 km (Straße) 130 (Gelände)                 | =                                              | =                        | =                | =             | 300 km (Straße) 180 (Gelände) |
| Kettenbreite                                               | 38 cm                                         | =                                              | 40 cm                    | =                | =             | =                             |

Anmerkungen zur Tabelle „Technische Daten“
1. ↑  3,30 m mit Seitenschürzen.
2. ↑  Ab der F2 die 7,5-cm-KwK 40 L/43.
3. ↑  In die Ausführung G wurde ab April 1943 die neue KwK mit 48 Kaliberlängen eingebaut.
4. ↑  Die letzten 100 Exemplare der Ausführung „C“ erhielten bereits den HL 120 TRM. Alle Motoren hatten zwei Doppel-Fallstromvergaser vom Typ Solex.
5. ↑  HL = Hochleistung, 120 = 12 Liter Hubraum, TR = Trockensumpfschmierung, M = Magnetzündung.
6. ↑  Dies war die Maximalleistung; die Nominalleistung betrug 265 PS, 195 kW bei 2600 min−1.

## Verweise

Panzerkampfwagen IV Ausf. G